# 三鷹駅
三鷹駅（みたかえき）は、東京都三鷹市下連雀三丁目にある、東日本旅客鉄道（JR東日本）の駅である。八王子支社管轄の駅。

## 乗入路線
当駅に乗入れている路線は、線路名称上は中央本線のみであるが、一般列車運転系統としては、当駅以東（新宿駅方面）で急行線を走る中央線快速電車、及び緩行線を走る中央・総武線各駅停車（地下鉄東西線直通列車を含む）が停車する。
中央・総武線各駅停車は当駅を運転系統の起点及び終点としており、御茶ノ水駅からの中央本線複々線区間は当駅までとなっている。当駅以西（立川駅方面）の複線区間には特急列車及び中央線快速電車のみ乗入れる。
大月・甲府方面まで運転される普通列車（中距離電車）は1993年11月30日までは新宿駅・当駅・立川駅に停車していたが、同年12月1日ダイヤ改正以降、定期列車として当駅に停車し新宿駅まで運転するものはホリデー快速等臨時快速列車を除き消滅し、中距離電車は立川駅・八王子駅・高尾駅発着となった。また、特急あずさ・かいじが長らく停車していたが、2019年(令和元年)3月のダイヤ改正で、三鷹駅に停車する特急列車は成田エクスプレス及びジョイフルトレインを除いてすべて廃止された。その後、長らく中央本線などのジョイフルトレインとして活躍していた華や宴、やまどりなどが引退し、中央本線で三鷹駅停車のジョイフルトレインは消滅。最後まで残った成田エクスプレスも、2024年（令和6年）3月のダイヤ改正で中央本線から撤退し、三鷹駅に停車する特急列車は消滅した。
駅番号は中央線快速電車がJC 12、中央・総武線各駅停車がJB 01である。

## 歴史
- 1929年（昭和4年）
  - 1月26日：鉄道省の三鷹仮信号場として開設[1]。
    - 6月に、現在の三鷹電車区の前身となる「中野電車庫三鷹派出所」が新設され、9月には「三鷹電車庫」として独立した。

  - 9月1日：移転して、三鷹信号場となる[1]。
- 1930年（昭和5年）6月25日：三鷹駅に昇格[1]。当初は南口のみ。
- 1941年（昭和16年）：武蔵野口（現在の北口）開設[2]。
- 1949年（昭和24年）
  - 6月1日：日本国有鉄道発足[3]。
  - 7月15日：三鷹事件発生[3]。無人列車が暴走し、死者6人を出した[3]。
- 1951年（昭和26年）4月14日：当駅 - 武蔵野競技場前駅間が開通[4]。
- 1959年（昭和34年）11月1日：当駅 - 武蔵野競技場前駅間が廃止[5]。
  - 武蔵野競技場線（中央本線支線）は、実質的には開通から1年しか運用されておらず、長らく休止状態にあった。廃止後は跡地の一部が遊歩道に利用されている。三鷹駅近くの玉川上水には橋台跡のコンクリートが現在も残されている。
- 1969年（昭和44年）
  - 4月6日：橋上駅舎化。
  - 4月：朝通勤ラッシュ緩和のための複々線化工事により中央・総武線（各駅停車）および営団東西線からの直通電車が荻窪から当駅まで延長。
- 1985年（昭和60年）3月14日：荷物扱い廃止[1]。
- 1987年（昭和62年）4月1日：国鉄分割民営化に伴い、東日本旅客鉄道（JR東日本）の駅となる[6]。
- 1992年（平成4年）7月7日：自動改札機を設置し、使用を開始する[7]。
- 1993年（平成5年）：三鷹駅南口広場第1期工事（前年着工）及び三鷹駅南口駅前再開発地区第六ブロック協同ビル（ネオシティ三鷹・1991年着工）竣工。
- 1999年（平成11年）：三鷹駅南口駅前再開発地区第七ブロック協同ビル（クレッセント三鷹・1997年着工）及び三鷹ロンロン（前年着工[新聞 1]、現・アトレヴィ三鷹）竣工。
- 2001年（平成13年）11月18日：ICカード「Suica」の利用が可能となる[報道 1]。
- 2006年（平成18年）：三鷹駅南口広場第2期工事竣工。
- 2007年（平成19年）12月16日：駅ナカ商業施設「ディラ三鷹」（第Ⅰ期）開業[報道 2][新聞 2]。
- 2008年（平成20年）3月29日：駅ナカ商業施設「ディラ三鷹」（第Ⅱ期）開業[報道 3]。
- 2009年（平成21年）
  - 3月29日：駅ナカ商業施設「ディラ三鷹」（第Ⅲ期）開業[報道 3]。
  - 6月25日：駅ナカ商業施設「ディラ三鷹」（第Ⅳ期）開業し、グランドオープン[報道 3]。
- 2010年（平成22年）6月26日：発車メロディを「めだかの学校」に変更[報道 4][新聞 3]。
- 2014年（平成26年）9月11日：駅ナカ商業施設「ディラ三鷹」が「アトレヴィ三鷹」に統合され、リニューアル[報道 5]。
- 2019年（平成31年）3月16日：ダイヤ改正に伴い特急「あずさ」「かいじ」の全列車が通過となり、当駅に停車する特急は「成田エクスプレス」のみとなる[報道 6]。
- 2020年（令和2年）3月14日：ダイヤ改正に伴い当駅停車で東京駅乗入の中央線は全て快速系統となり、中央線各駅停車は全て総武線御茶ノ水駅経由で千葉駅までの直通列車を終日運行するようになる[報道 7][報道 8]。
- 2021年（令和3年）3月25日：快速線ホーム上に駅ナカシェアオフィス「STATION WORK」のコワーキング型「STATION DESK」が開設[8][報道 9][報道 10]。
- 2024年（令和6年）3月16日：ダイヤ改正に伴い特急「成田エクスプレス」の中央快速線直通系統が廃止となり、当駅に停車する特急列車が全廃された[報道 11]。

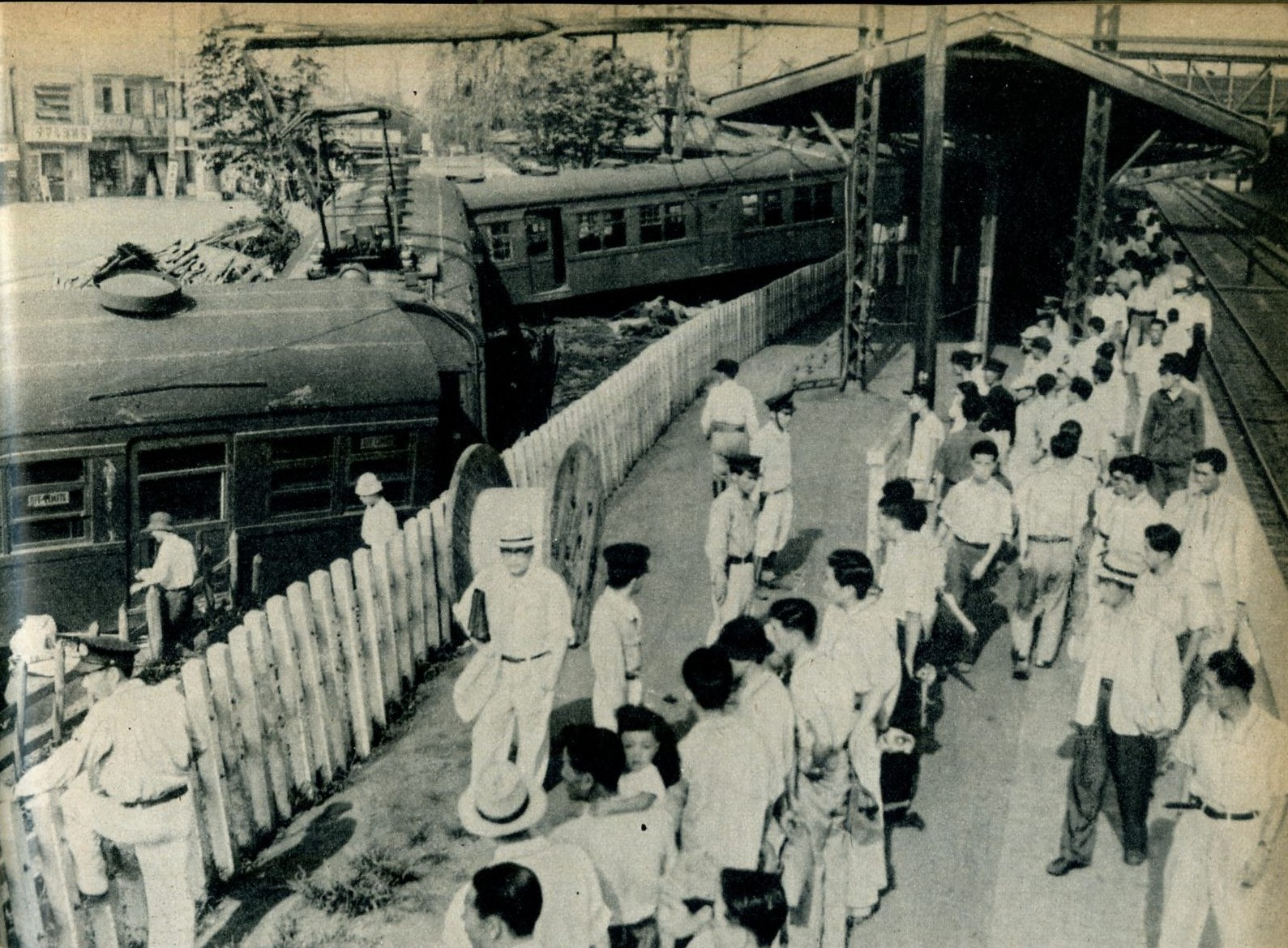
三鷹事件の現場を三鷹駅ホームから見る人々（1949年7月）
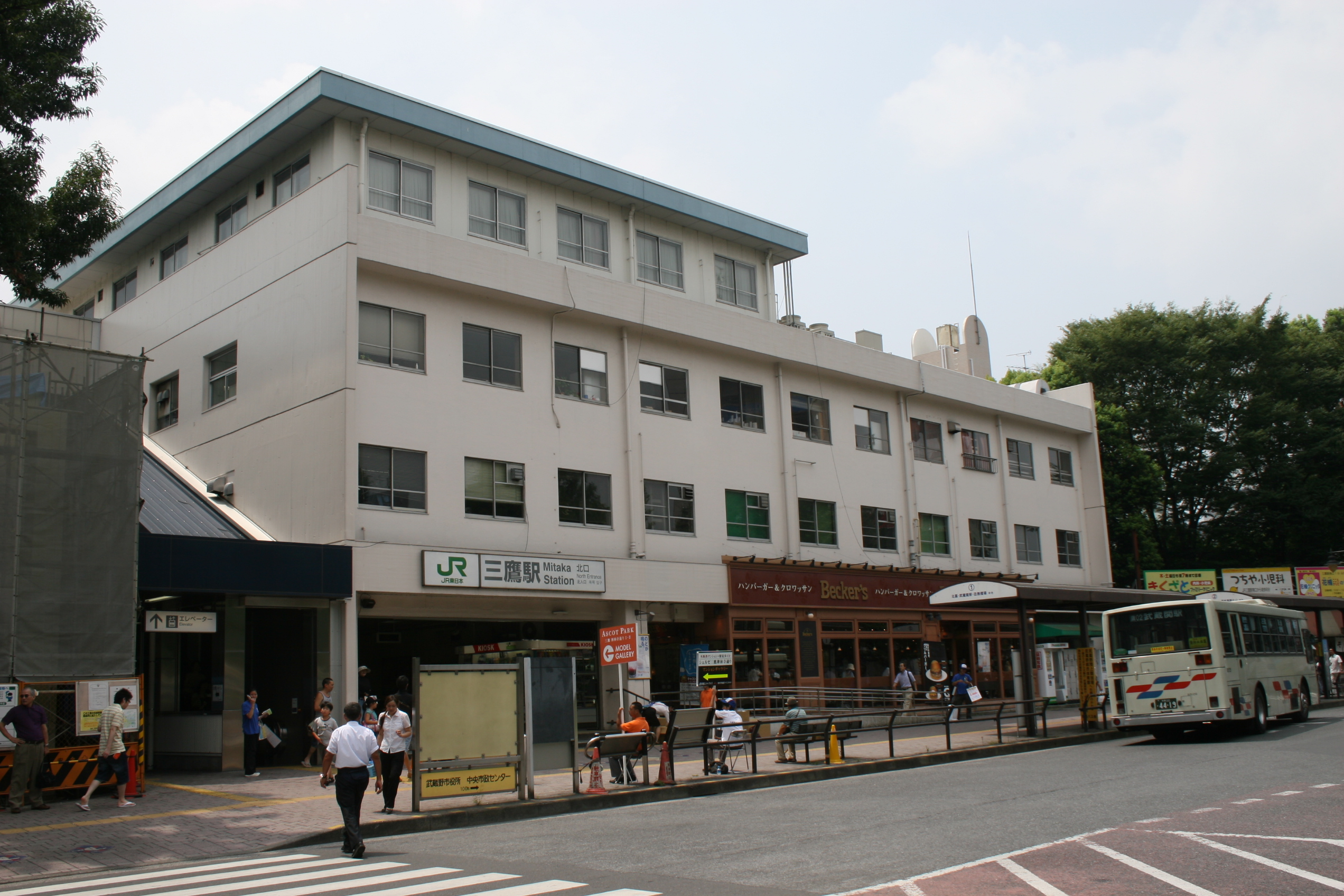
改装前の北口駅舎（2008年8月）

## 駅構造
島式ホーム3面6線を有する地上駅であり、橋上駅舎を備える。直営駅（駅長配置）であり、立川統括センター所属。当駅の駅長は立川統括センター副所長を兼任する。
ホーム中央または東京寄りに、全改札に繋がる階段・エスカレーター・エレベーターがある。
ホームは1・2番線が緩行線、3 - 6番線が急行線に使用されている。急行線ホームでは、中央特快・青梅特快・通勤快速と快速との緩急接続及び特急・通勤特快通過待ちが行われる。
西側に三鷹車両センターが併設されている。

### のりば
| 番線 | 路線                     | 方向 | 行先                                              |
| ---- | ------------------------ | ---- | ------------------------------------------------- |
| 1・2 | 中央・総武線（各駅停車） | 東行 | 中野・新宿・西船橋・千葉方面 東京メトロ東西線方面 |
| 3・4 | 中央線（快速）           | 下り | 立川・八王子・高尾方面                            |
| 5・6 | 中央線（快速）           | 上り | 中野・新宿・東京方面                              |

（出典：JR東日本:駅構内図）
- 各駅停車は当駅で中野・新宿方面へ折返す。当駅より武蔵小金井・立川・八王子・高尾方面は快速が各駅に停車する。
  - 2020年3月13日までは当駅より西方面に乗入れるする各停が存在した[報道 7][報道 8]。
- 上り快速電車は、基本的に当駅が特別快速・特急との緩急接続を行う最後の駅であり、当駅を先に出発した列車が終点東京駅まで先着する。但し、平日朝ラッシュ時や深夜に、中野駅でライナーや通勤特快・特急を通過待ちする快速電車が一部存在する。
- JR中央線は、2020年代前半（2021年度以降の向こう5年以内）を目途に快速電車に2階建てグリーン車を2両連結させ12両編成運転を行う。当駅の快速線（3 - 6番線）は、線路は三鷹車両センターへE351系夜間留置のため12両編成に対応しているが、ホーム有効長は最大11両分である。そのため、ホーム12両編成対応改築工事等が実施され[報道 12][新聞 4]、2024年10月12日までに12両編成対応のホームの延伸を完了し、翌日10月13日より快速電車における12両編成の運転が開始された[報道 13]。

| 運転番線 | 営業番線 | ホーム | 中央線快速東京方面着発 | 中央線各駅停車中野・新宿・千葉方面着発 | 引き上げ線着発 | 中央線高尾・大月・青梅方面着発 | 出入区着発 | 備考                 |
| -------- | -------- | ------ | ---------------------- | -------------------------------------- | -------------- | ------------------------------ | ---------- | -------------------- |
| 1        | 1        | 12両分 | 不可                   | 到着・出発可                           | 不可           | 出発可                         | 出入区可   | 中央・総武線各駅停車 |
| 2        | 2        | 12両分 | 不可                   | 到着・出発可                           | 不可           | 到着可                         | 出入区可   | 中央・総武線各駅停車 |
| 3        | 3        | 12両分 | 到着可                 | 出発可                                 | 不可           | 出発可                         | 出入区可   | 下り副本線           |
| 4        | 4        | 12両分 | 到着・出発可           | 不可                                   | 出区可         | 出発可                         | 出入区可   | 下り主本線           |
| 5        | 5        | 12両分 | 到着・出発可           | 不可                                   | 入区可         | 到着・出発可                   | 出入区可   | 上り副本線           |
| 6        | 6        | 12両分 | 出発可                 | 不可                                   | 入区可         | 到着可                         | 不可       | 上り主本線           |

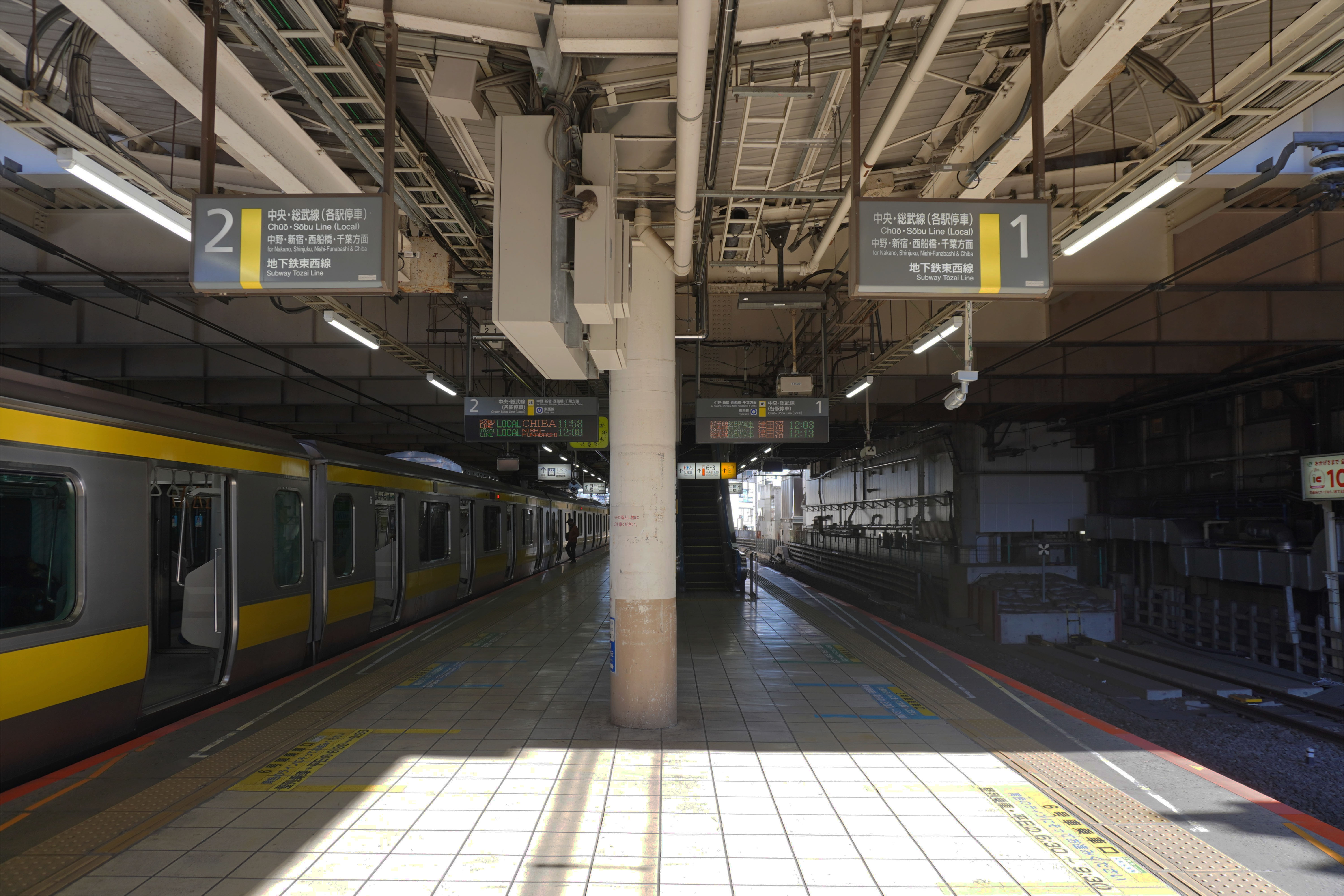
1・2番線ホーム（2024年1月）
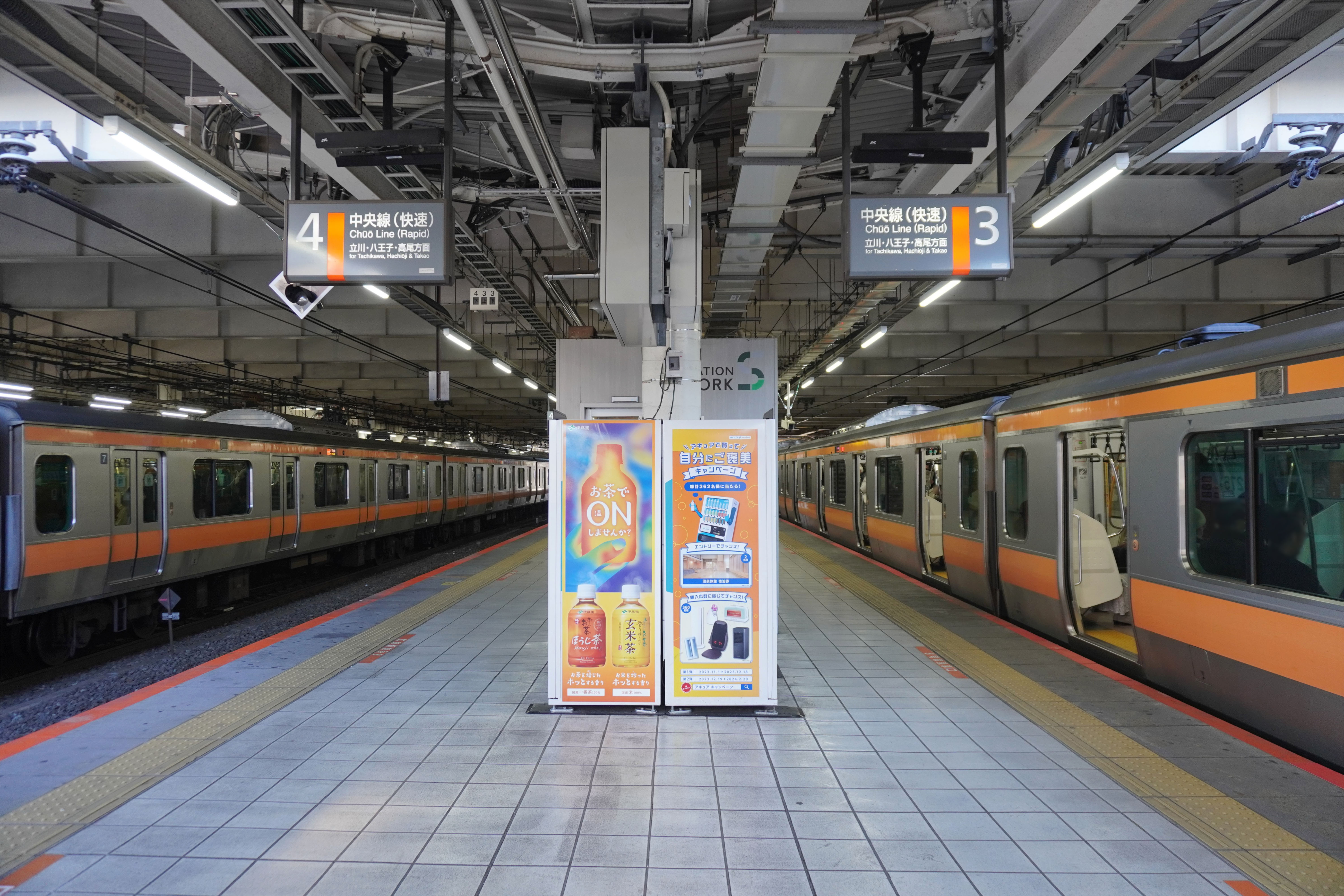
3・4番線ホーム（2024年1月）
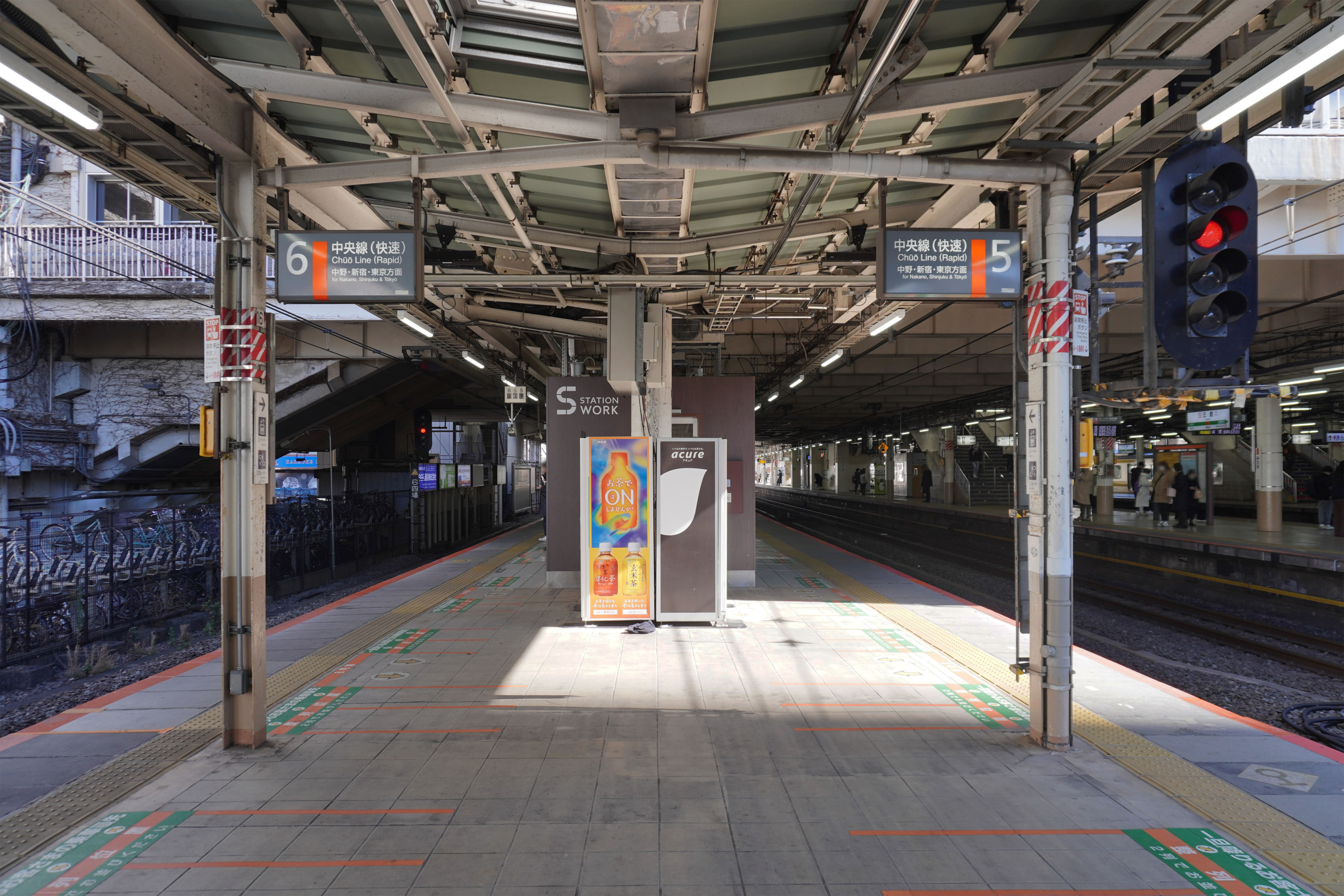
5・6番線ホーム（2024年1月）

### 発車メロディ
開業80周年を迎えた2010年6月26日より、終戦直後から1951年まで三鷹市で暮らしていた作曲家中田喜直の代表作である「めだかの学校」をアレンジしたものを発車メロディとして使用している。メロディはスイッチの制作で、編曲は塩塚博が手掛けた。アレンジはホームごとに異なっている。
| 1 | JB | めだかの学校C |
| 2 | JB | めだかの学校D |
| 3 | JC | めだかの学校B |
| 4 | JC | めだかの学校F |
| 5 | JC | めだかの学校A |
| 6 | JC | めだかの学校E |

### 駅構内設備
出入口からコンコースまでエスカレーターとエレベーターが通じている。南口のエスカレーターとエレベーターはアトレヴィ三鷹およびペデストリアンデッキにある。駅の下に玉川上水が流れる。
改札
改札は全部で2か所あり、共にホーム中央から登った橋上にある。正面に北口・南口につながるコンコースへ通じる大きな改札が、また1・2番線ホームへ続く階段の脇にアトレヴィ三鷹の駅ビル部分に入る小さな改札がある。後者は駅ビル営業日の10:00 - 22:30のみ利用可能で、2020年11月6日以降はICカード専用である。
出札
コンコース（南北自由通路）の改札口向かい側に自動券売機とみどりの窓口がある。また、かつてはアトレヴィ側改札口脇にも自動券売機があったが、ICカード専用となったため撤去されている。
トイレ
トイレは改札内コンコースの3階北側と4階南側に1か所ずつあり、多機能トイレも設置されている。また、北口・南口共にロータリーに面して地元自治体が設置した公衆トイレがある。
駅ナカ
駅ナカ商業施設として、『アトレヴィ三鷹』がある。歴史的には、1999年に『三鷹ロンロン』として開業した駅ビル部分と、2007年に『Dila三鷹』として開業したコンコースを中心とした部分に分かれる。
旧『三鷹ロンロン』は1999年10月29日に株式会社吉祥寺ロンロン直営の支店として開業。運営会社が株式会社アトレになったことに伴い、2010年4月1日に『アトレヴィ三鷹』に名称を変更した。
旧『Dila三鷹』は、株式会社アトレが2007年12月16日（第Ⅰ期）にオープンした。既存の3階コンコース部分を拡張した他、4階を新造した。総面積は1360平方メートル。店舗は第Ⅰ期に15店舗、2008年3月29日（第Ⅱ期）に4店舗、2009年3月29日（第Ⅲ期）に3店舗がオープンした。同年6月25日に全25店舗が揃い、グランドオープンした。店内にはクイーンズ伊勢丹やKIOSKが出店している他、アンテナショップやワゴンセールコーナーを設けている。
2014年10月10日、『Dila三鷹』だった部分も『アトレヴィ三鷹』に名称変更及び統合し、両者は一体の施設と言うこととなった。

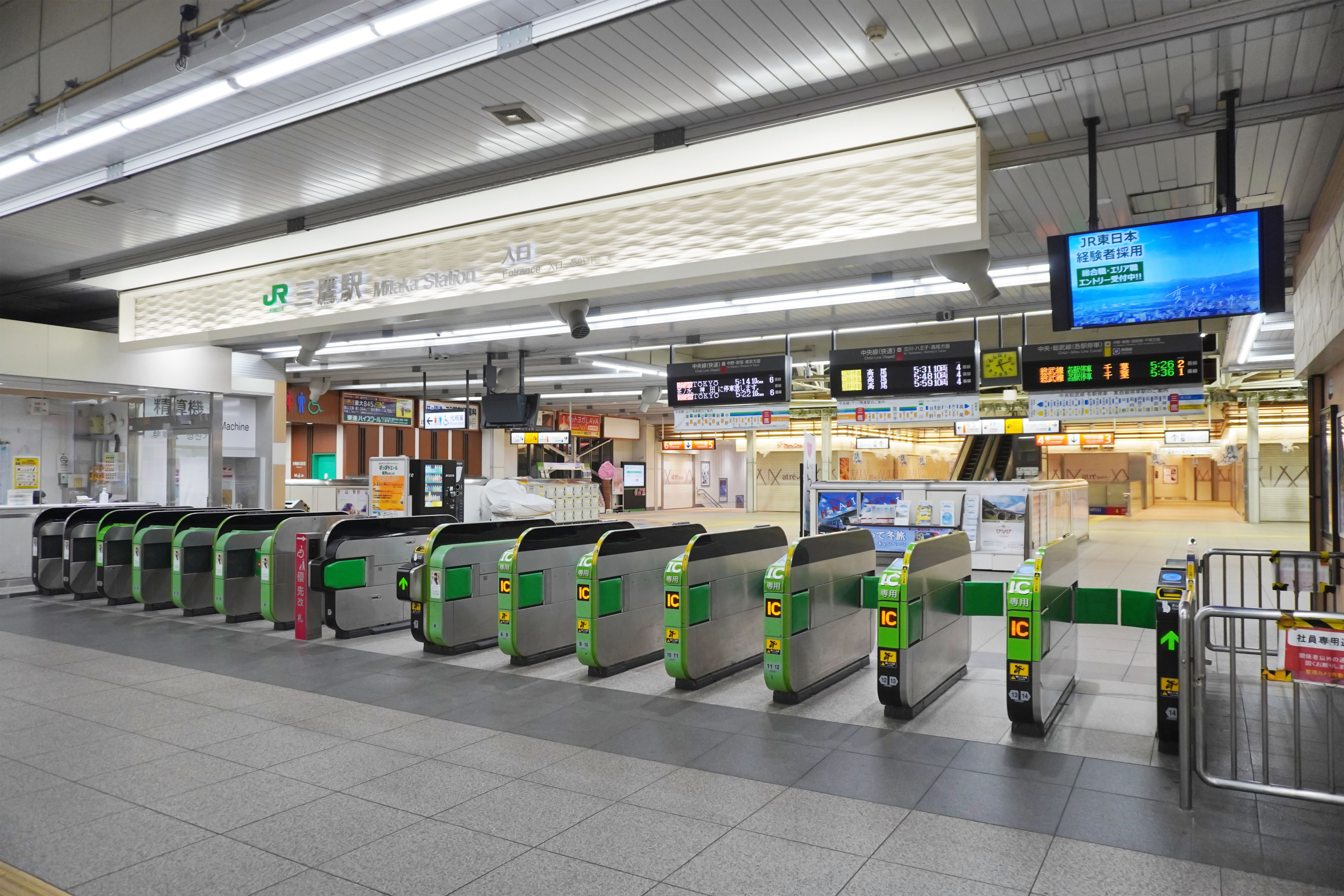
改札口（2024年1月）
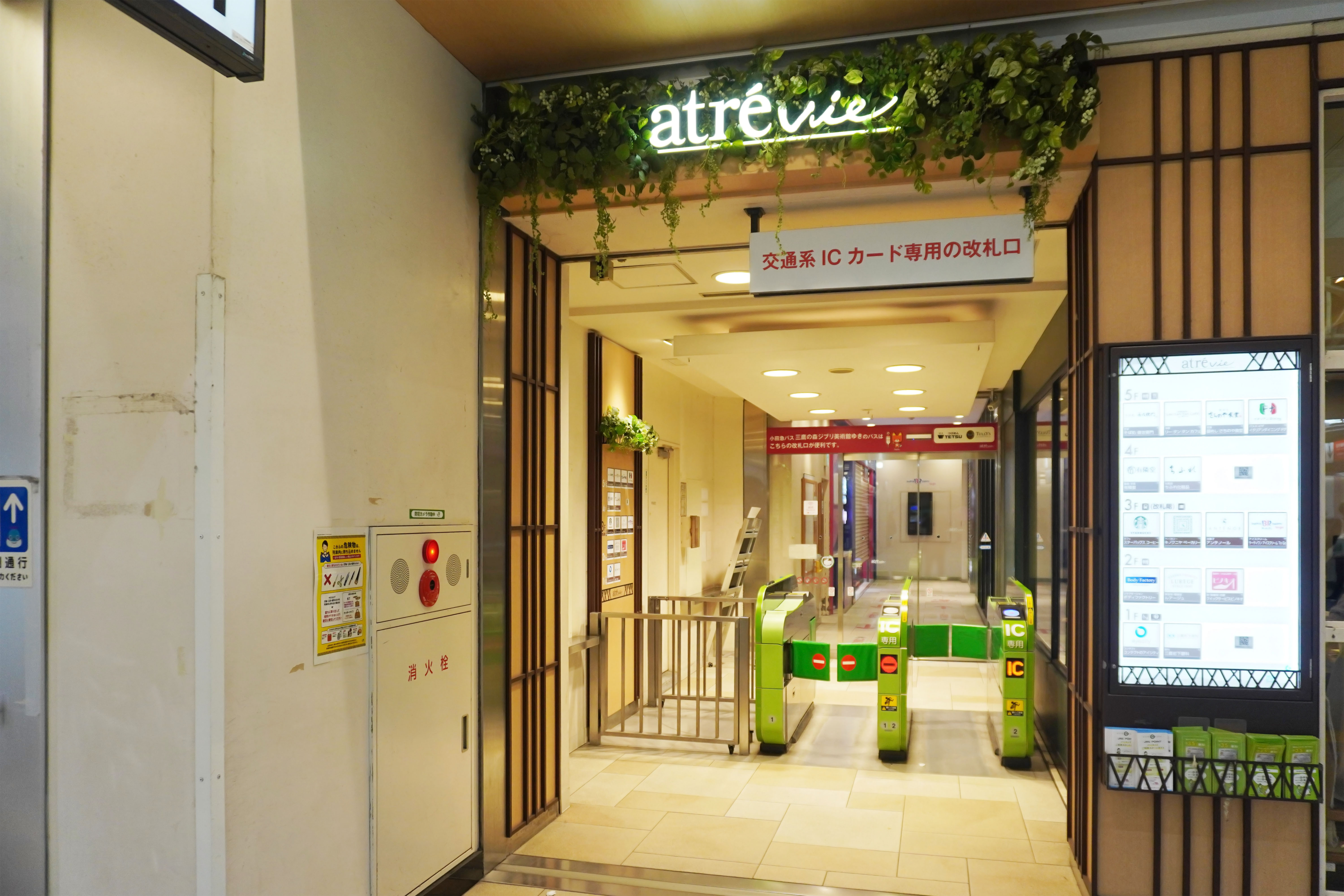
アトレヴィ口改札（2024年1月）
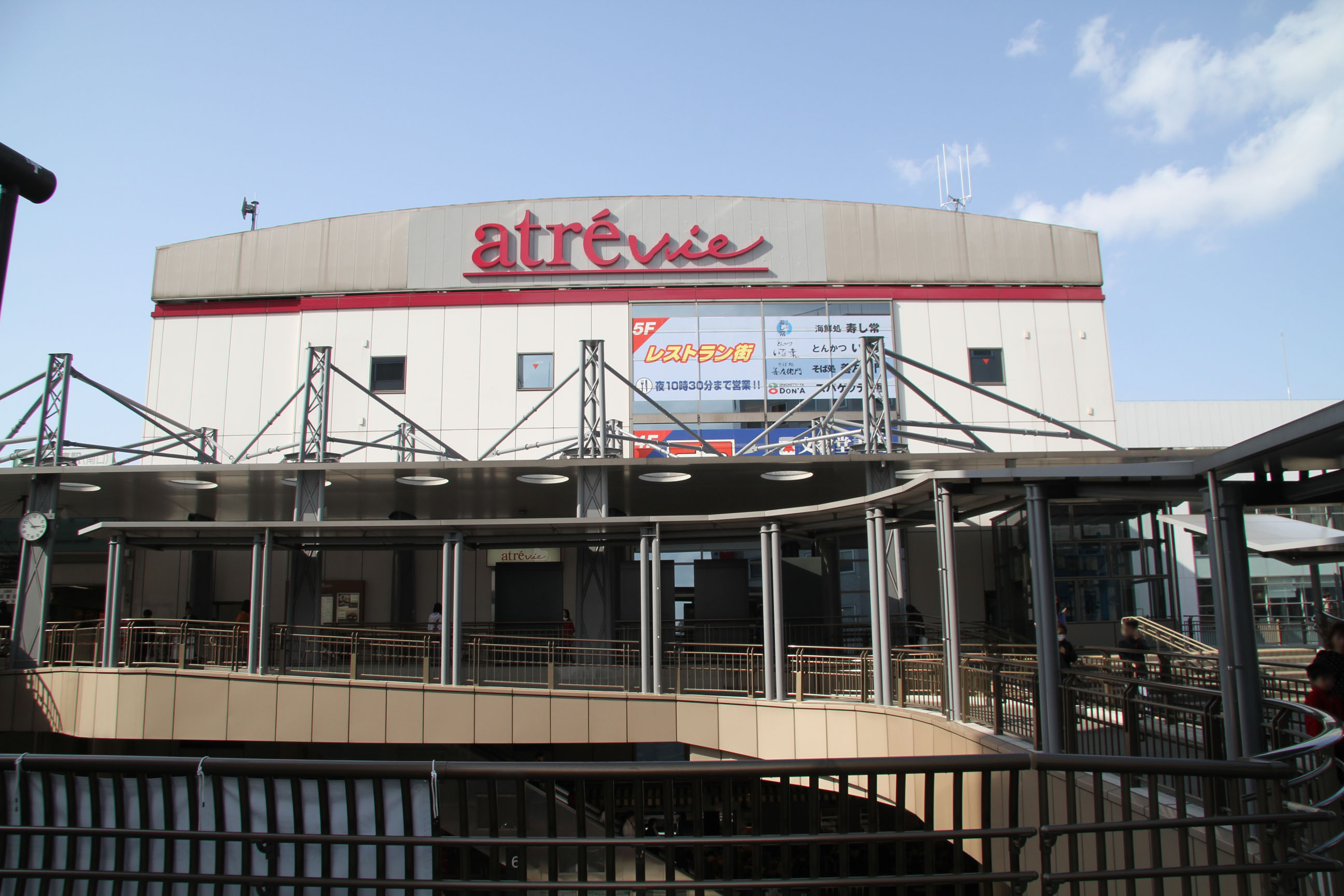
アトレヴィ三鷹（2010年4月）
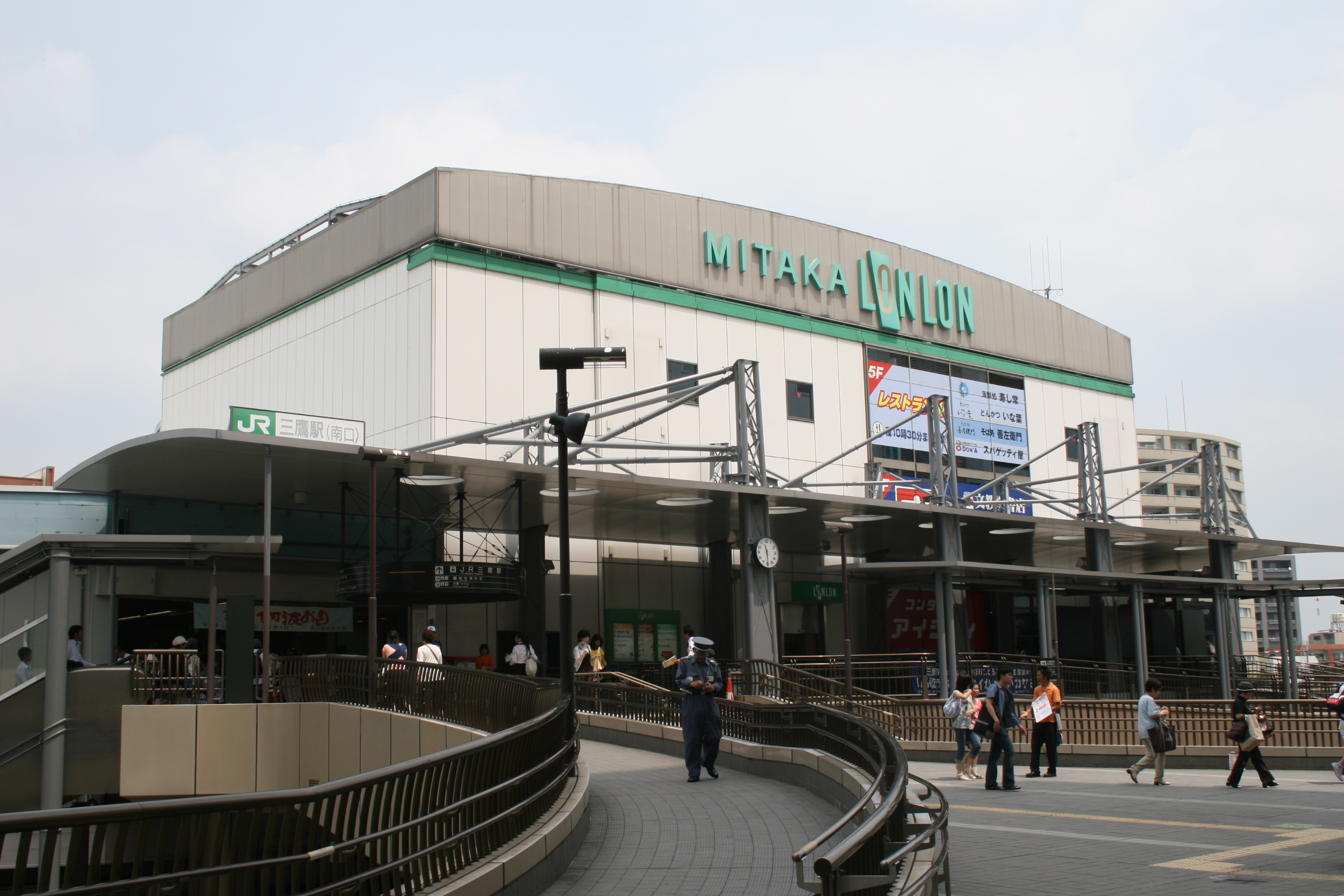
三鷹ロンロン（2008年8月）
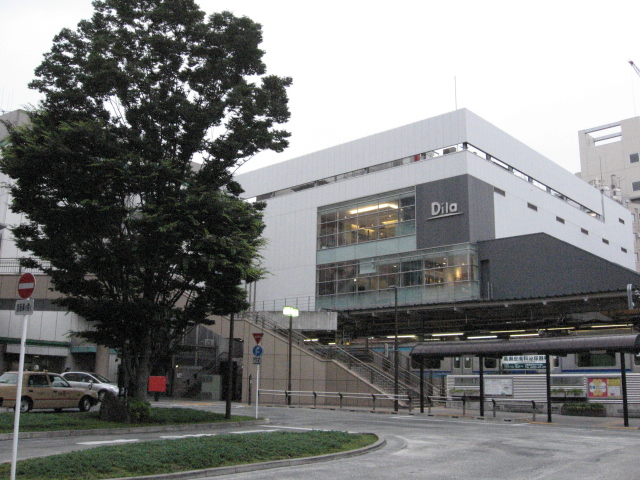
Dila三鷹（2009年6月）

## 利用状況
2023年度（令和5年度）の1日平均乗車人員は83,766人であり、JR東日本の駅の中では大井町駅に次いで第47位。中央特快通過駅の吉祥寺駅の方が利用者数は多い。また、他線との接続が無いJRの駅の中で赤羽駅に次いで第2位である。
1990年度（平成2年度）以降の1日平均乗車人員の推移は以下の通り。
| 年度               | 1日平均 乗車人員 | 出典     |
| ------------------ | ---------------- | -------- |
| 1990年（平成02年） | 80,584           | [ * 1 ]  |
| 1991年（平成03年） | 82,344           | [ * 2 ]  |
| 1992年（平成04年） | 83,145           | [ * 3 ]  |
| 1993年（平成05年） | 82,825           | [ * 4 ]  |
| 1994年（平成06年） | 83,485           | [ * 5 ]  |
| 1995年（平成07年） | 83,314           | [ * 6 ]  |
| 1996年（平成08年） | 84,003           | [ * 7 ]  |
| 1997年（平成09年） | 82,928           | [ * 8 ]  |
| 1998年（平成10年） | 82,663           | [ * 9 ]  |
| 1999年（平成11年） | 82,023           | [ * 10 ] |
| 2000年（平成12年） | 82,335           | [ * 11 ] |
| 2001年（平成13年） | 82,856           | [ * 12 ] |
| 2002年（平成14年） | 83,955           | [ * 13 ] |
| 2003年（平成15年） | 83,410           | [ * 14 ] |
| 2004年（平成16年） | 84,838           | [ * 15 ] |
| 2005年（平成17年） | 85,602           | [ * 16 ] |
| 2006年（平成18年） | 87,037           | [ * 17 ] |
| 2007年（平成19年） | 89,545           | [ * 18 ] |
| 2008年（平成20年） | 90,335           | [ * 19 ] |
| 2009年（平成21年） | 89,671           | [ * 20 ] |
| 2010年（平成22年） | 90,214           | [ * 21 ] |
| 2011年（平成23年） | 89,295           | [ * 22 ] |
| 2012年（平成24年） | 90,253           | [ * 23 ] |
| 2013年（平成25年） | 92,724           | [ * 24 ] |
| 2014年（平成26年） | 92,836           | [ * 25 ] |
| 2015年（平成27年） | 94,805           | [ * 26 ] |
| 2016年（平成28年） | 95,968           | [ * 27 ] |
| 2017年（平成29年） | 97,413           | [ * 28 ] |
| 2018年（平成30年） | 98,707           | [ * 29 ] |
| 2019年（令和元年） | 98,796           | [ * 30 ] |
| 2020年（令和02年） | 71,399           |          |
| 2021年（令和03年） | 73,648           |          |
| 2022年（令和04年） | 79,415           |          |
| 2023年（令和05年） | 83,766           |          |

## 駅周辺

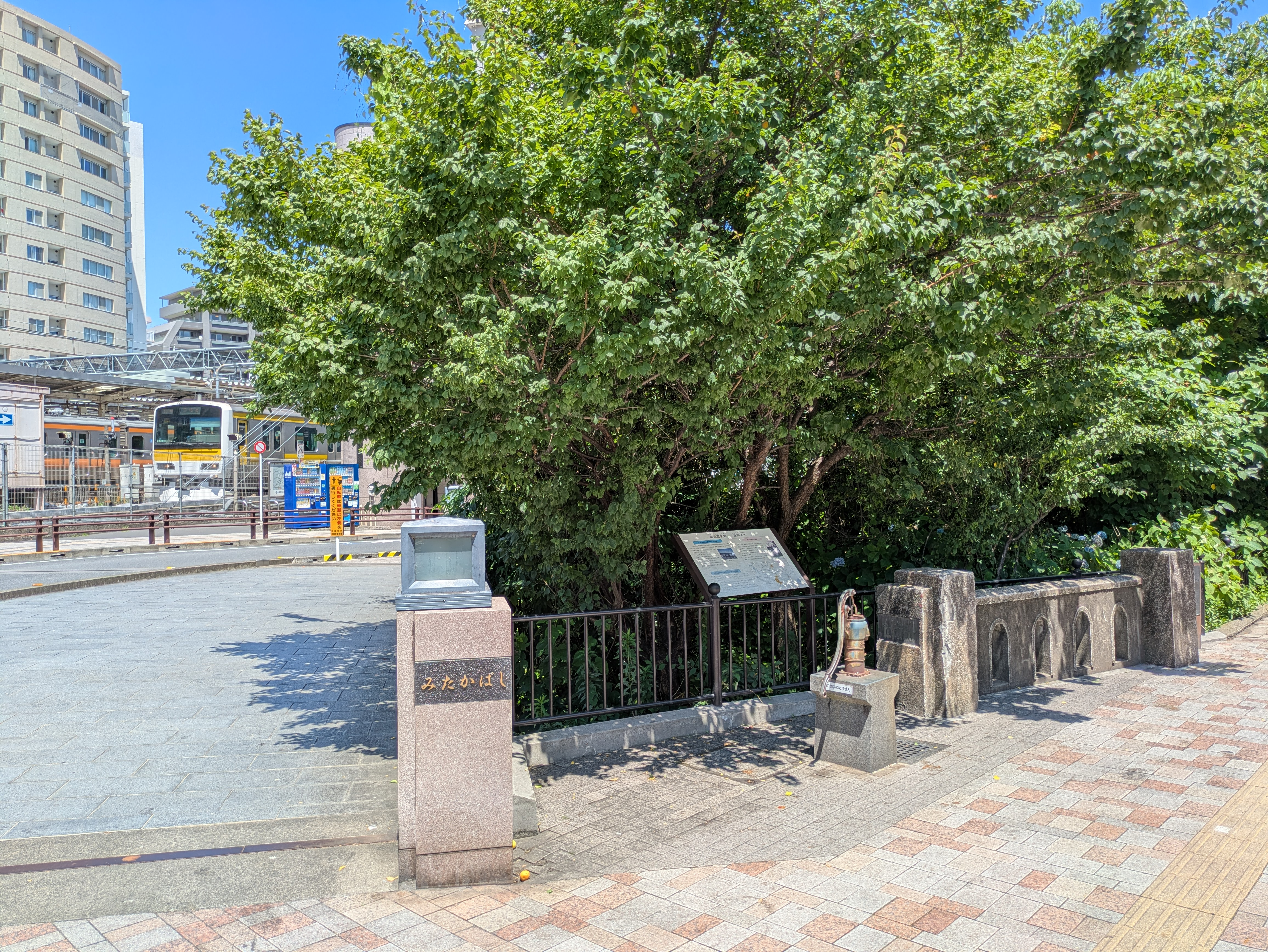
玉川上水、三鷹駅南口部（2025年6月）

駅の真下には玉川上水が流れており、ほぼこの川に沿って三鷹市と武蔵野市の市境が走っている。北側は武蔵野市中町一丁目及び三鷹市上連雀一丁目、南側は三鷹市下連雀三丁目・上連雀二丁目及び武蔵野市御殿山二丁目となる。

### 北側
駅前にロータリーがあり、北方面に伸びる中央大通りに並木が続く。この通りは三鷹通りと合流し、沿道には武蔵野警察署や武蔵野郵便局など官公庁関係の施設が多い。また、駅前ロータリーには彫刻家・北村西望の作による『武蔵野市世界連邦平和像』が1969年に建立され、設置されている。
- 国木田独歩の碑[10]
- 警視庁武蔵野警察署
  - 三鷹駅北口交番
- 警視庁刑事部第三機動捜査隊 武蔵野分駐所
- 日本年金機構武蔵野年金事務所
- 武蔵野郵便局
  - ゆうちょ銀行武蔵野店
- 多摩府中保健所武蔵野三鷹地域センター
- 武蔵野税務署
- 武蔵野市民文化会館
- 武蔵野芸能劇場
- 平沼園
- 武蔵野中央図書館
- 武蔵野市立武蔵野陸上競技場
- 武蔵野総合体育館
- 武蔵野軟式野球場・庭球場
- 武蔵野中央公園
- 武蔵野市民公園
- 井ノ頭通り
- 関東バス武蔵野営業所
- 武蔵野市役所
- 武蔵野市中央市政センター
- 武蔵野三鷹障害者総合センター
- 武蔵野クリーンセンター
- 武蔵野第一浄水場
- 武蔵野陽和会病院
- 武蔵野市立第五小学校
- 武蔵野市立井之頭小学校
- 武蔵野市立大野田小学校
- 武蔵野市立第一中学校
- 武蔵野市立第四中学校
- 学校法人武蔵野東学園
- 東京都立武蔵野北高等学校
- 横河電機本社
  - 横河グラウンド（東京武蔵野シティFCおよび横河武蔵野アトラスターズ練習拠点）
- 松屋フーズ本社
- すかいらーく本社
- 武蔵野タワーズ
- 武蔵野ニッセイプラザ
- 東京電力武蔵野支店
- 東急ストア 三鷹店
- 武蔵野緑町パークタウン
- オーケー	三鷹北口店
- リッチモンドホテル 東京武蔵野

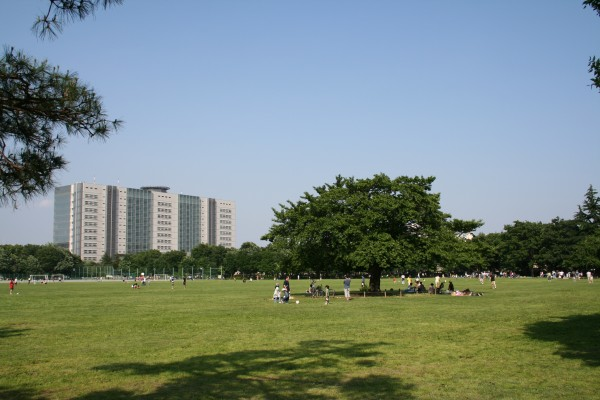
武蔵野中央公園
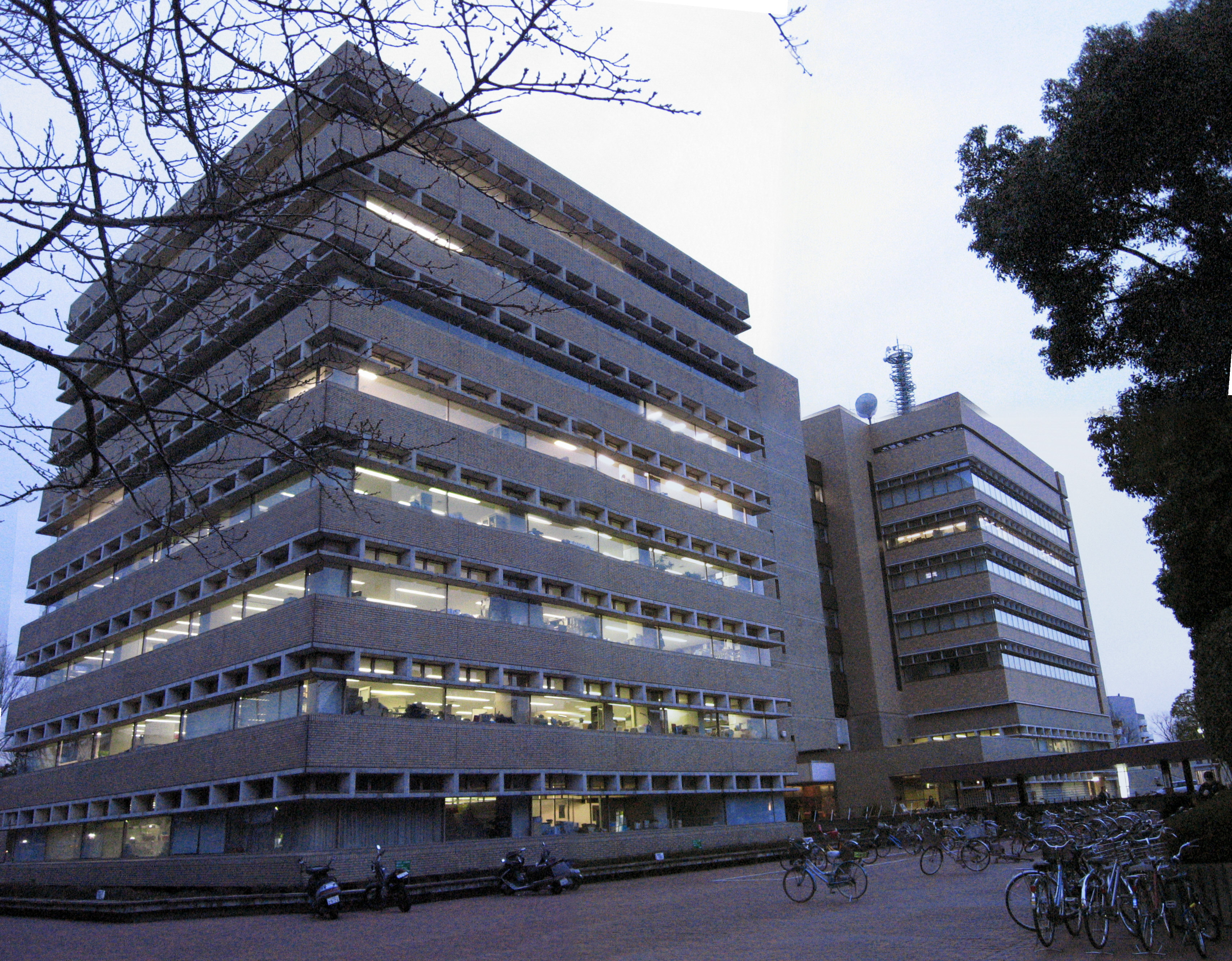
武蔵野市役所
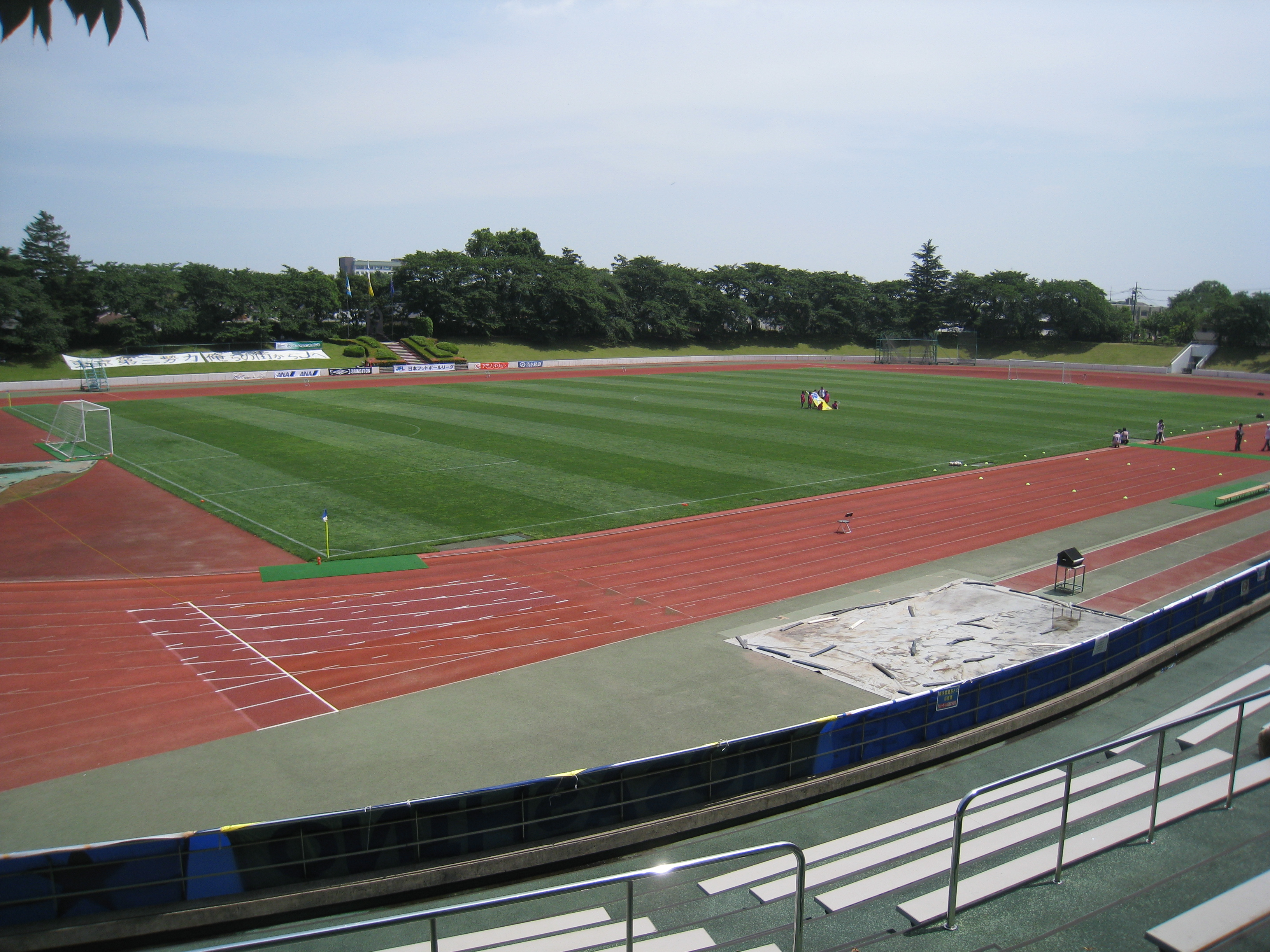
武蔵野陸上競技場
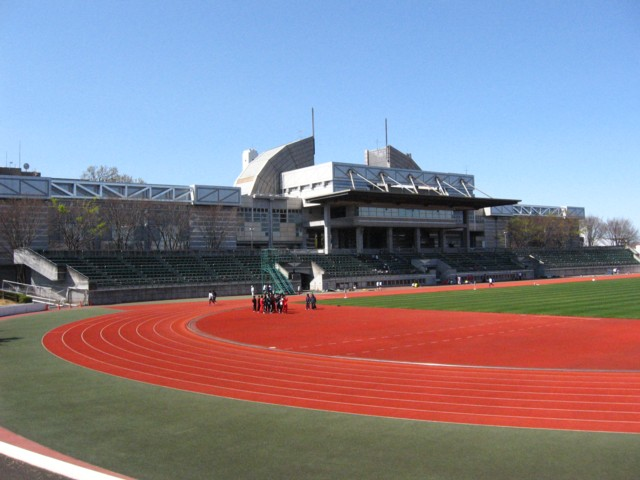
武蔵野総合体育館 （競技場側から）
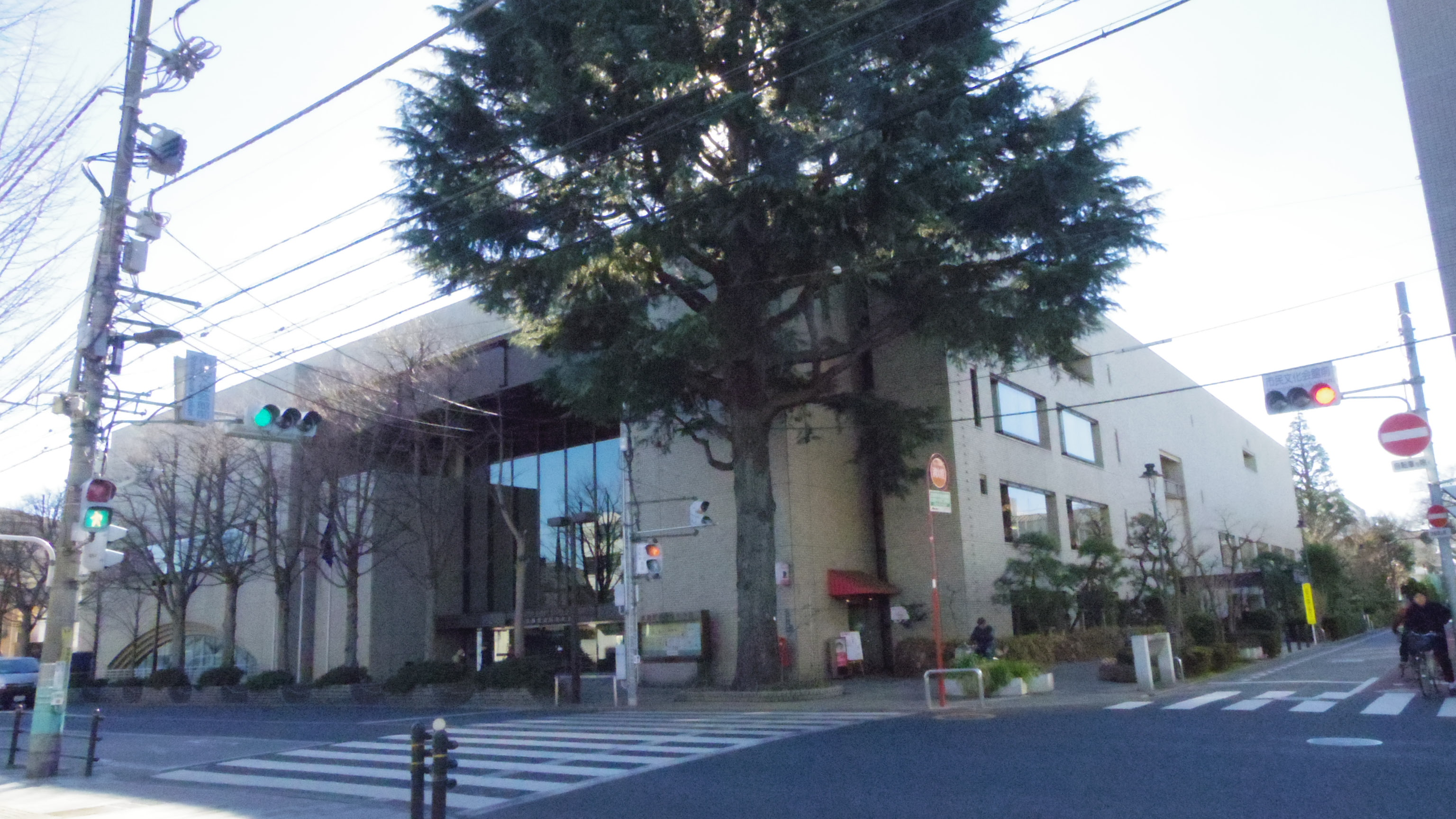
武蔵野市民文化会館
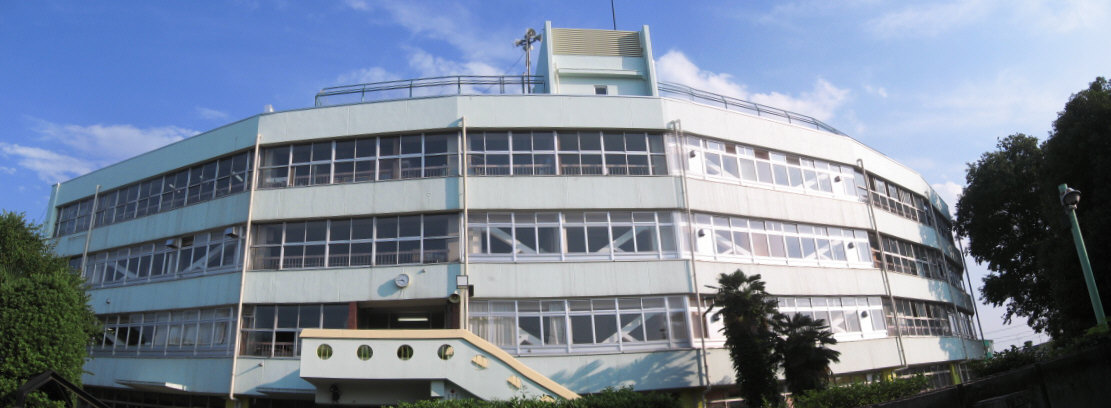
井之頭小学校
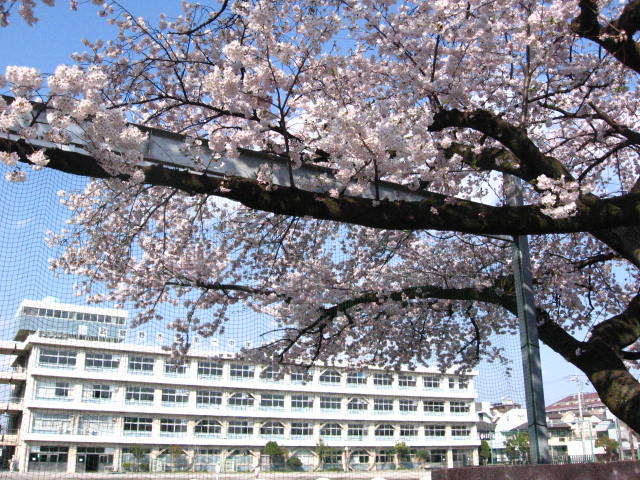
武蔵野市立第一中学校
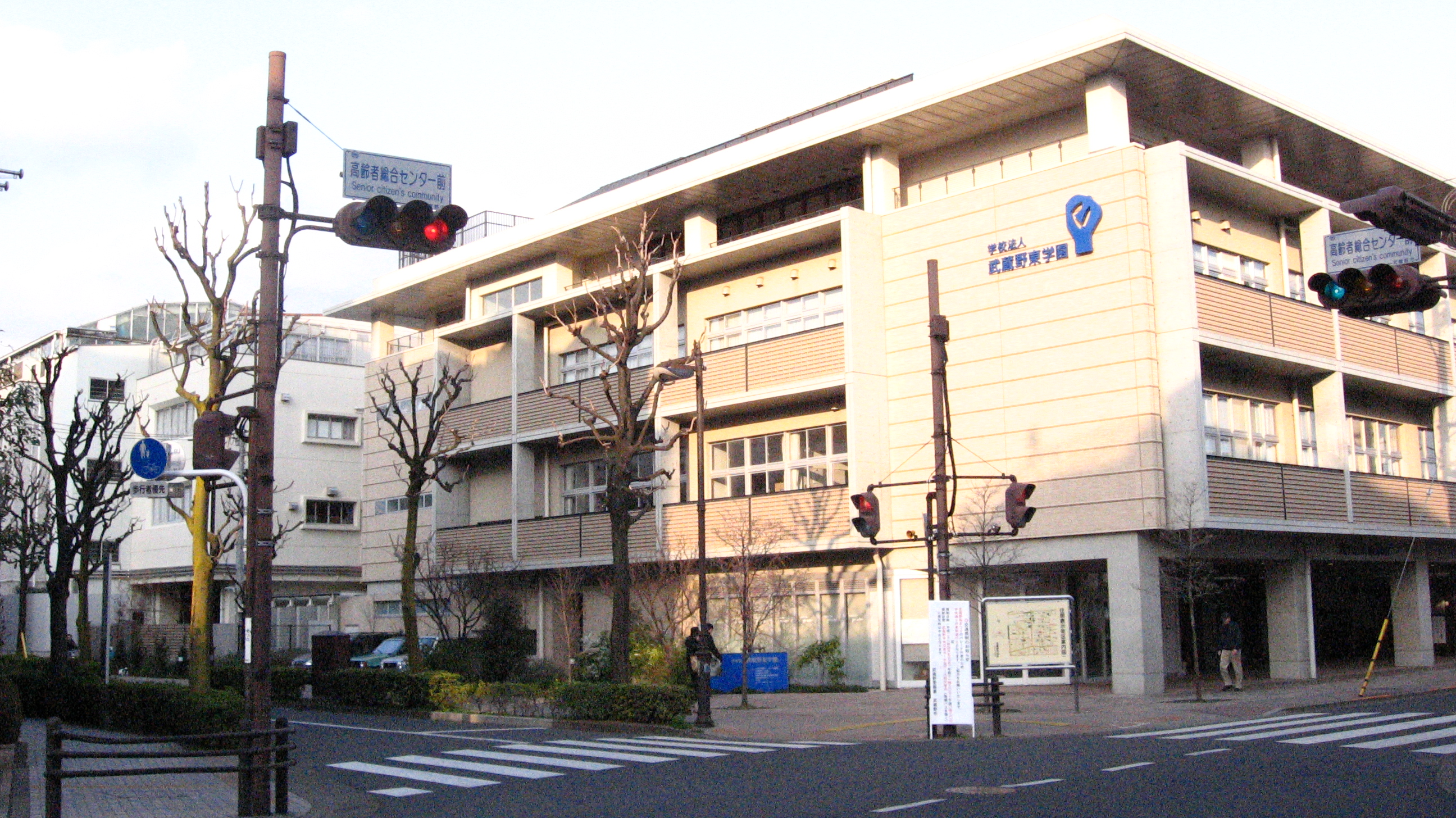
武蔵野東学園 （武蔵野東小学校）
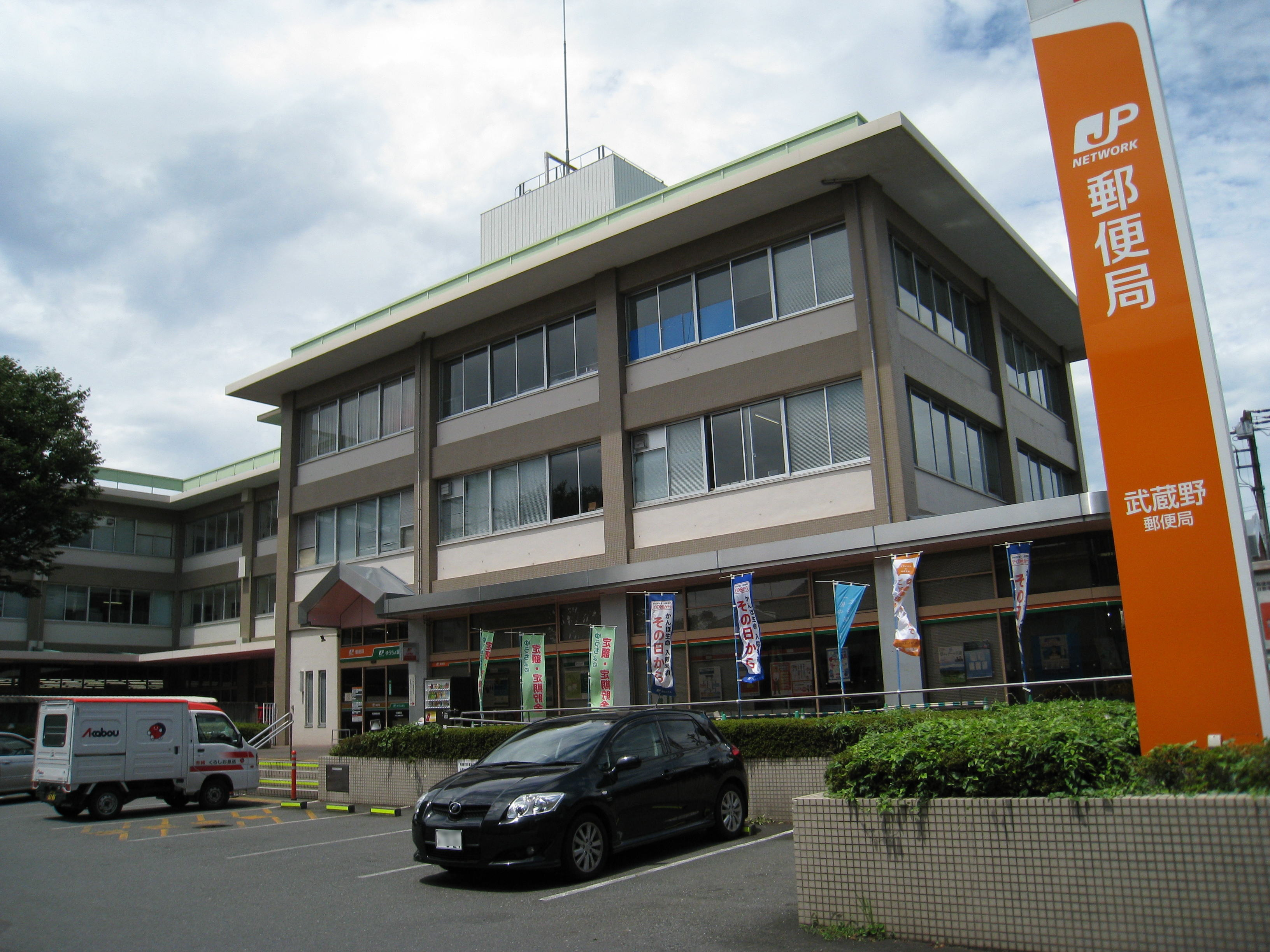
武蔵野郵便局
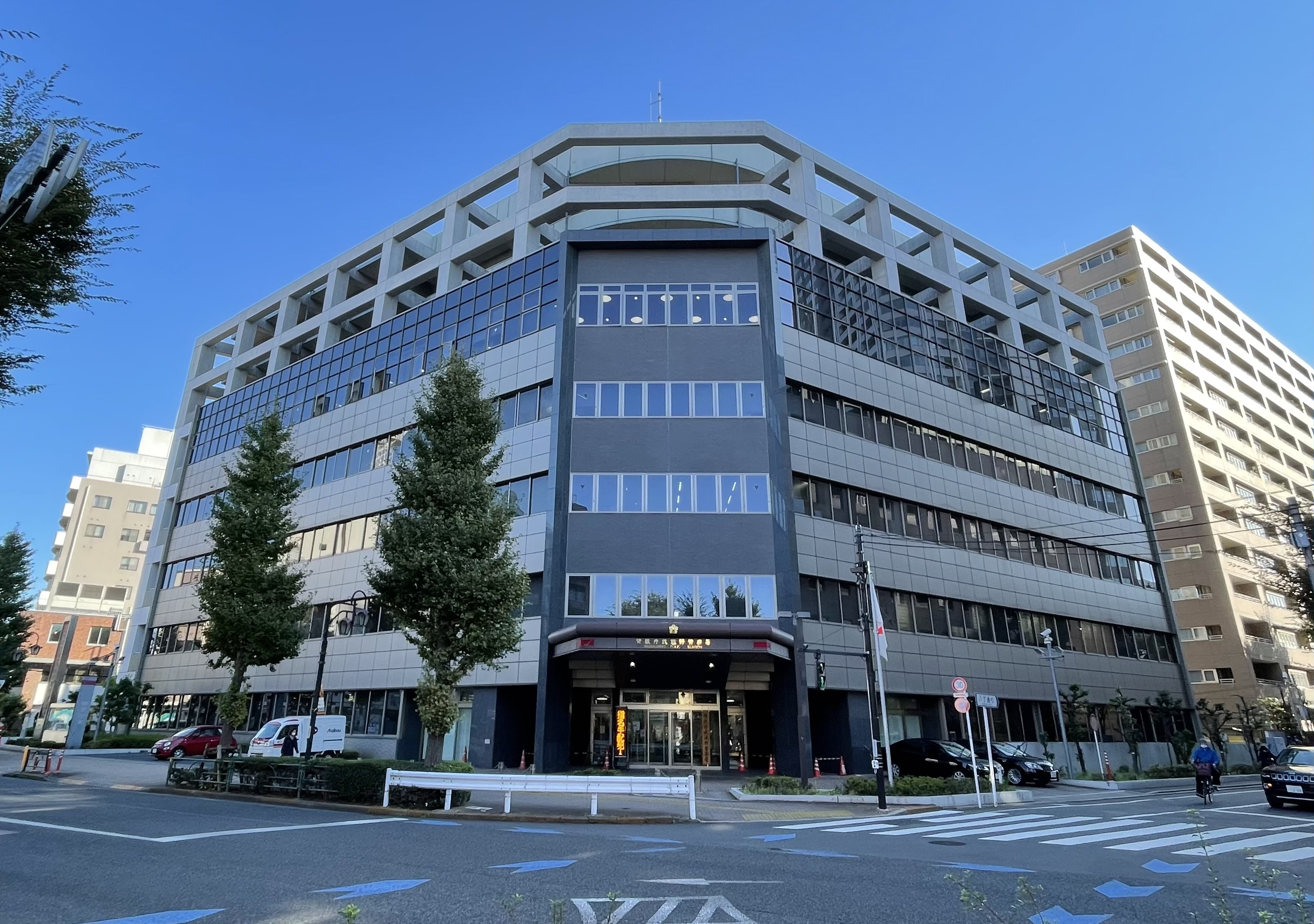
武蔵野警察署
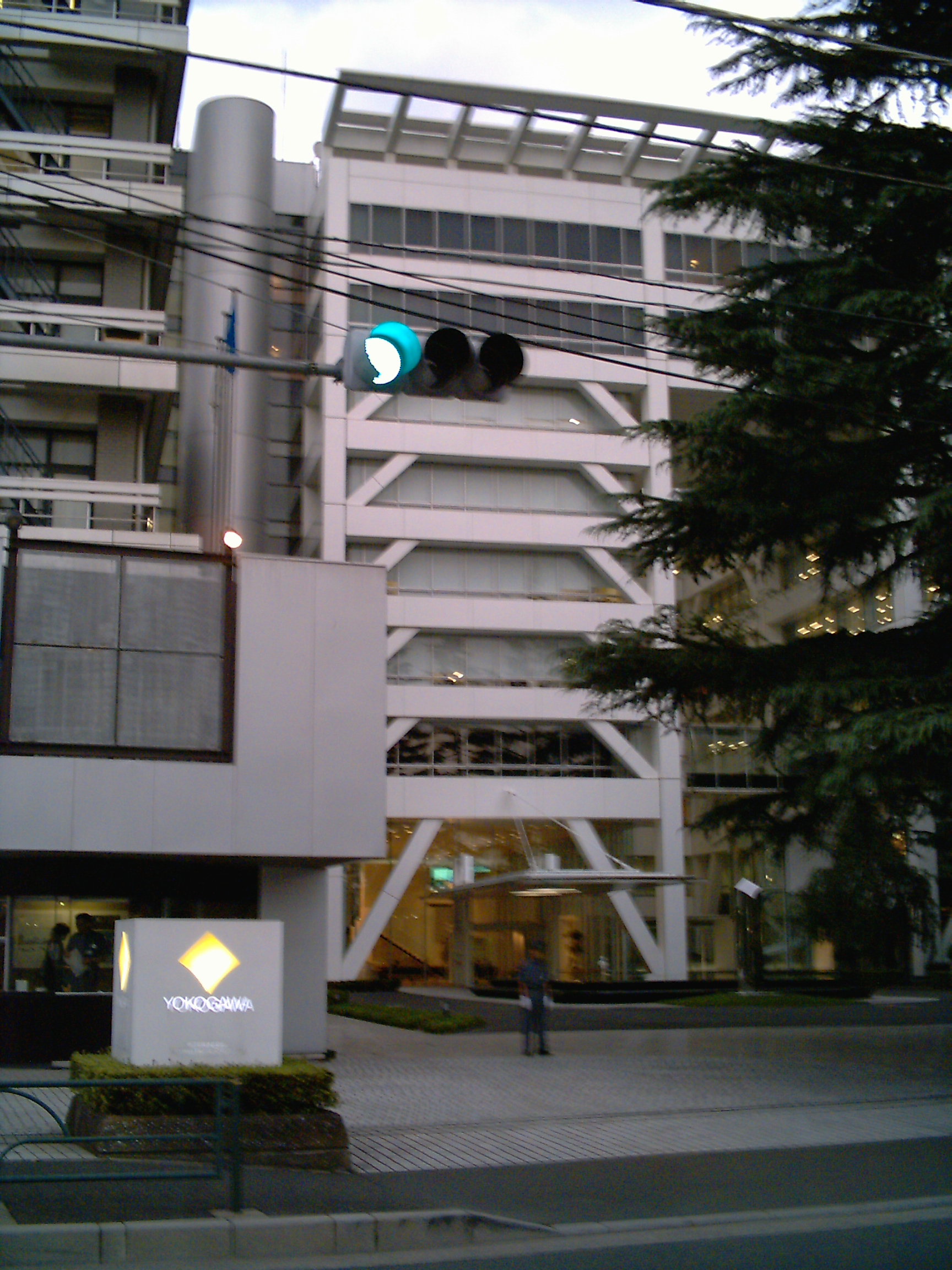
横河電機本社
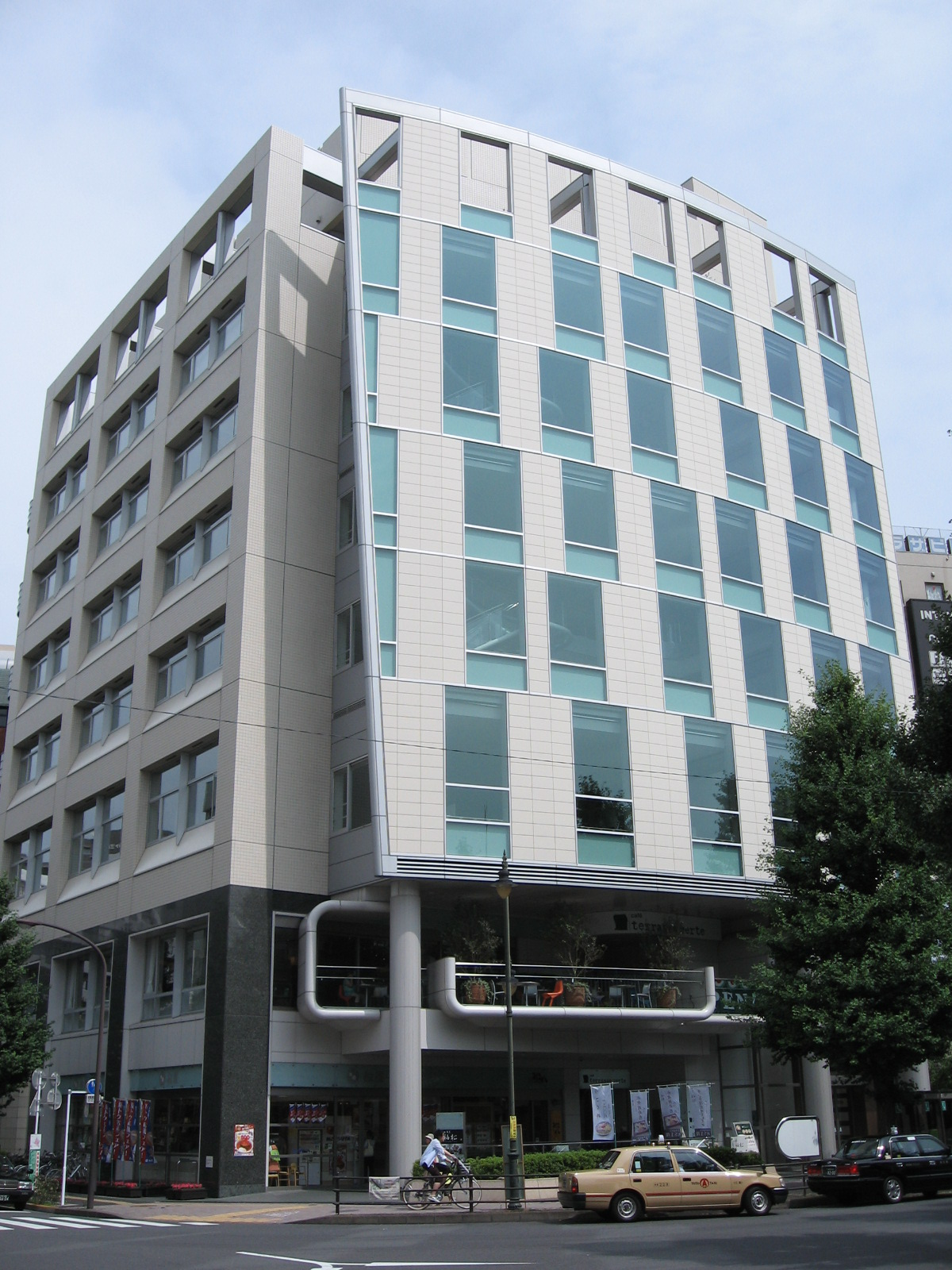
松屋フーズ本社
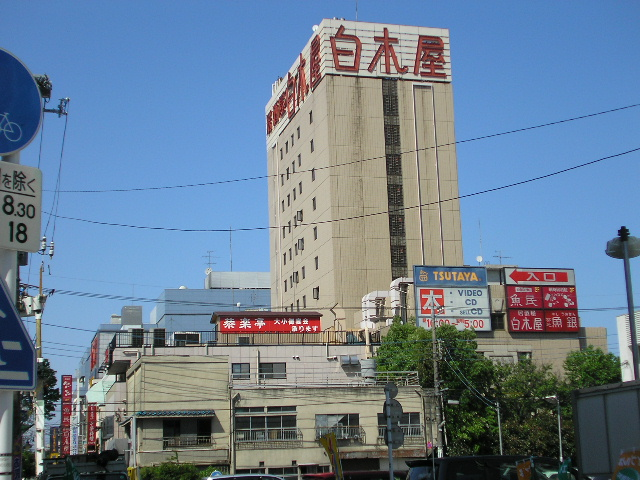
モンテローザ本社
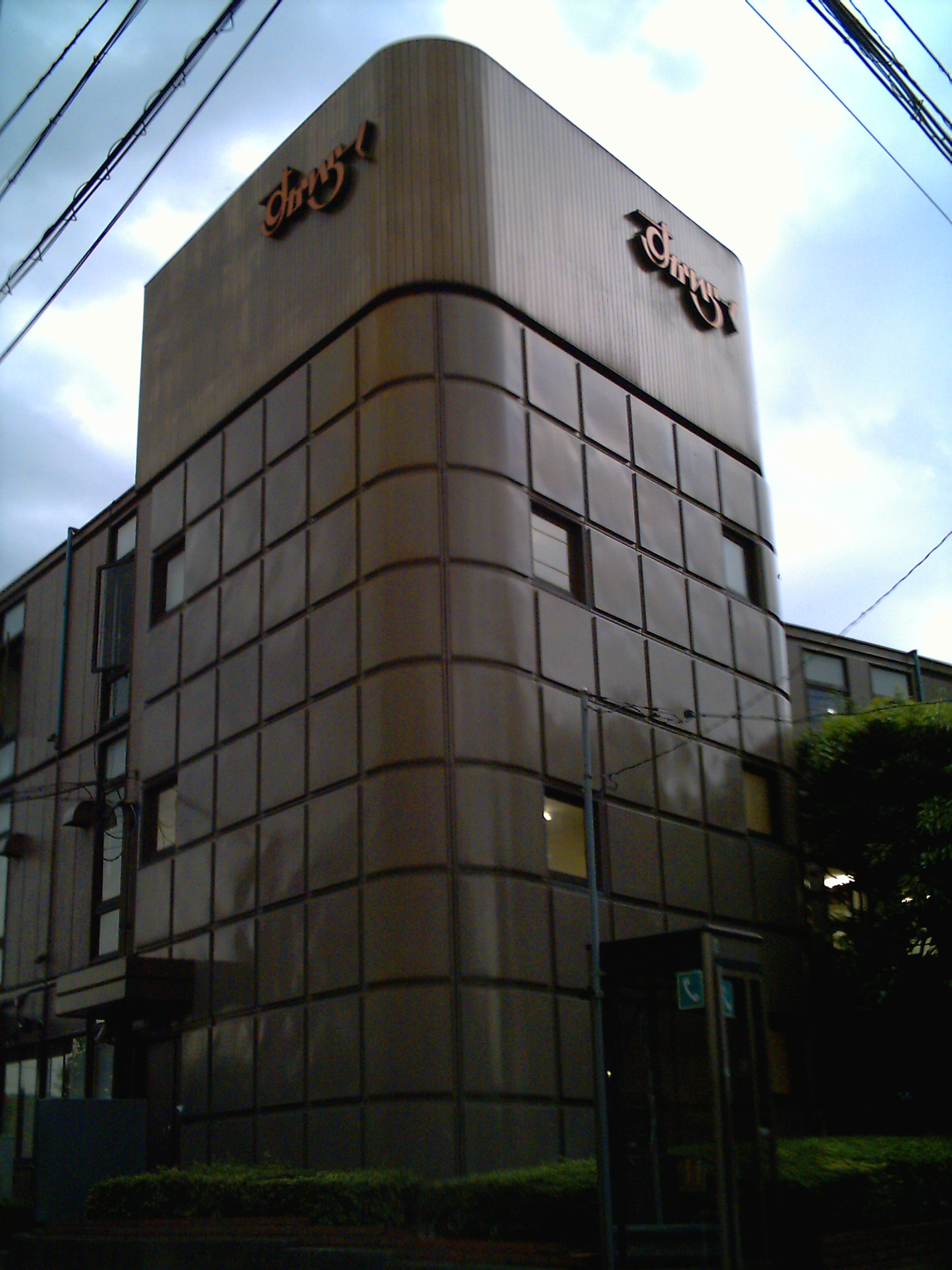
すかいらーく本社
国木田独歩の碑
武蔵野市世界連邦平和像 （北村西望作）

### 南側
駅前にはロータリー2階部分に駅南口から続くペデストリアンデッキが広がり、駅正面には再開発ビル「ネオシティ三鷹（三鷹コラル）」がある。ロータリーに面した位置は銀行3行とパチンコ店2軒が占めている。ロータリーの南側に向かって三鷹中央通りが伸び、この通りを挟んで比較的小規模な商店が広がり、駅前商店街を形成している。なお、2006年3月に三鷹駅南口駅前広場第2期整備事業が完了した。
また、毎年8月には恒例の「三鷹阿波踊り」が開催される。
- 警視庁三鷹警察署
  - 三鷹駅前交番
- アトレヴィ三鷹
- ネオシティ三鷹
  - 三鷹CORAL
    - 啓文堂書店

  - 三鷹市美術ギャラリー
  - 三鷹市消費者活動センター
  - 三鷹市三鷹駅前市政窓口
  - ハローワーク三鷹
  - 八十二銀行三鷹支店
- 三鷹市役所
- 法専寺
- 禅林寺
- 三鷹八幡大神社
- 三鷹市山本有三記念館
- 三鷹の森ジブリ美術館
- 東急ストア 三鷹センター店
- 風の散歩道 - 駅の真下を流れる玉川上水沿いの道。太宰治が入水自殺した場所として徒歩10分程の所に記念碑がある。
- 三鷹市 太宰治文学サロン
- 三鷹郵便局
- 日商簿記三鷹福祉専門学校
- 天文・科学情報スペース
- 水源の森あけぼのふれあい公園

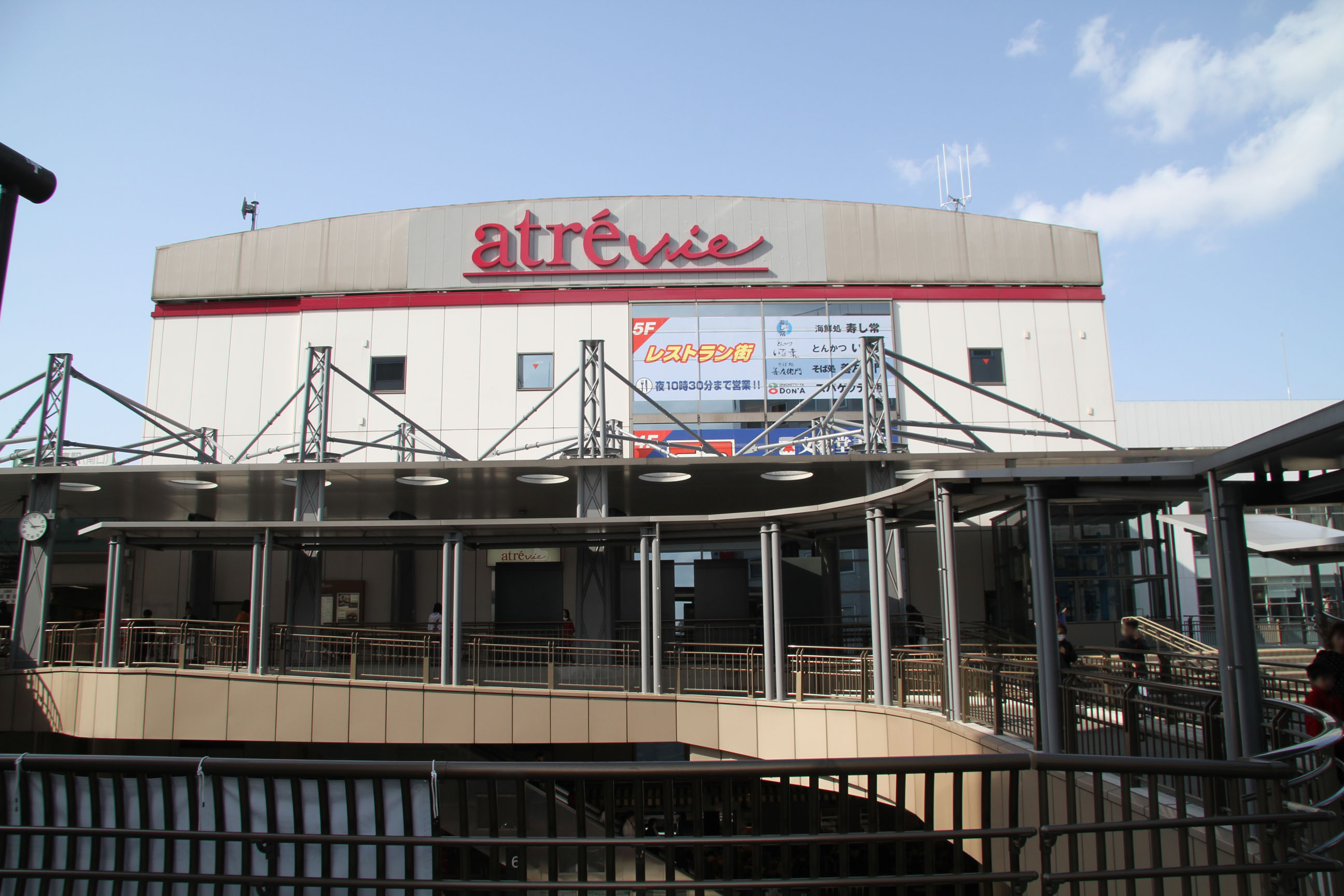
ペデストリアンデッキに面した南口とアトレヴィ三鷹
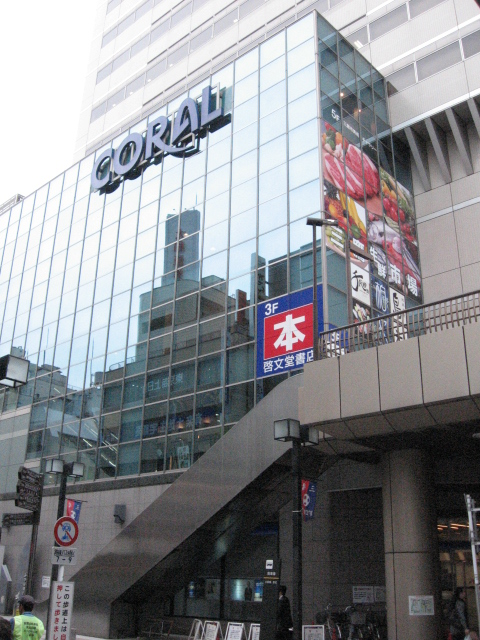
ネオシティ三鷹(CORAL)

## バス路線

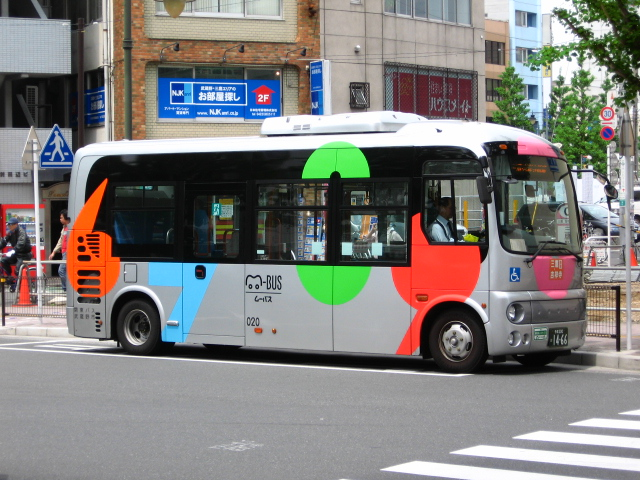
ムーバス（三鷹・吉祥寺循環）

### 北口
関東バス（特記無き全路線）・西武バス・小田急バス（ムーバス境・三鷹循環のみ）が発着する。2011年4月より駅前改良に伴い乗場（番号・位置）変更が行われた。
| のりば         | 運行事業者                                                         | 系統・行先 | 備考 |
| -------------- | ------------------------------------------------------------------ | --- | --- |
| 0              | ムーバス                                                           | - 三鷹駅北西循環 - 三鷹・吉祥寺循環 - 境・三鷹循環                                                                         | |
| 1              | 関東バス                                                           | - 鷹01：北裏 - 鷹02：武蔵関駅 - 鷹03：田無橋場 - 鷹04：多摩六都科学館 - 鷹10：武蔵野営業所 - 鷹40：NTT武蔵野研究開発センタ | - 「鷹04」は期間限定運行 - 「鷹10」は平日21時以降と土休日は当停留所より運行 - 「鷹40」は平日のみ運行。また、16時以降当停留所より運行 |
| 2              | 関東バス                                                           | - 鷹11：武蔵野中央公園 - 鷹13：柳沢駅 - 鷹15：東伏見駅北口                                                                 | - 「鷹11」は平日「鷹13」の最終バス発車後の1便のみ運行 - 「鷹15」は平日日中のみ運行                                                   |
| 3              | 関東バス                                                           | - 鷹30：武蔵境駅 - 鷹33：武蔵小金井駅 - 鷹34：（直行）武蔵野大学                                                           | 「鷹34」は平日・土曜のみ運行。学休ダイヤ中は運休                                                                                     |
| 4              | 関東バス                                                           | - 鷹10：武蔵野営業所 - 鷹25：電通裏 - 鷹40：NTT武蔵野研究開発センタ                                                        | - 「鷹10」は平日20時代まで当停留所より運行 - 「鷹40」は平日のみ運行。また、15時代まで当停留所より運行（朝は直行、昼以降は各停）      |
| 5              | 関東バス                                                           | 鷹11：関前三丁目 | 平日朝のみ運行 |
| 5              | - 西武バス - 関東バス                                              | 鷹21：保谷駅南口・天神山                                                                                                   | |
| 5              | 西武バス                                                           | 鷹22：ひばりヶ丘駅 | 当系統のみ後乗り整理券方式 |
| 北口出て北東側 | 明治大学付属明治高等学校・中学校スクールバス（京王バスに運行委託） | 明治大学付属明治高等学校・中学校スクールバス（京王バスに運行委託）                                                         | 明治大学付属明治高等学校・中学校スクールバス（京王バスに運行委託）                                                                   |
| 降車のみ       | 関東バス                                                           | - 鷹36：関前西公園発 - 鷹37：武蔵野大学発 - 深夜急行：銀座発                                                               | - 「鷹36」は平日・土曜の早朝1便のみ運行 - 「鷹37」は平日・土曜のみ運行。学休ダイヤ中は運休                                           |

### 南口
小田急バス（特記なき全路線） と京王バス が発着する。
2016年10月17日に乗り場変更があった。
| のりば | 運行事業者       | 系統・行先 | 備考 |
| ------ | ---------------- | --- | ---- |
| 1      | 京王バス         | 鷹64：久我山駅 |      |
| 2      | 小田急バス       | - 入庫系統：武蔵境営業所 - 鷹53：新小金井駅 - 鷹56：神代植物公園前 / 調布駅北口                                                           |      |
| 3      | 小田急バス       | - 鷹65：深大寺 / 神代植物公園前 - 鷹57：武蔵境駅南口 / 武蔵境営業所                                                                       |      |
| 3      | - 京王バス       | 鷹66：調布駅北口 |      |
| 5      | 小田急バス       | - 鷹51A：国際基督教大学 - 鷹51B：調布駅北口 - 鷹51D：調布飛行場 - 鷹51：大沢、大沢十字路、西野                                            |      |
| 6      | 小田急バス       | - 鷹52A：榊原記念病院 - 鷹52B：朝日町三丁目 - 鷹52C：車返団地 - 鷹52：多磨駅、大沢、大沢十字路 - 鷹60：三鷹市役所循環 吉07:吉祥寺駅中央口 |      |
| 7      | 小田急バス       | - 鷹54：仙川 / 新川団地中央 - 鷹61：調布駅北口 - 鷹62：晃華学園東                                                                         |      |
| 8      | 小田急バス       | - 鷹55：野ヶ谷 - 鷹58：調布飛行場[海上技研前経由］ - 鷹59：三鷹駅 - 鷹63：牟礼団地・三鷹イースト前 - 鷹63：杏林大学井の頭キャンパス       |      |
| 9      | みたかシティバス | - 三鷹の森ジブリ美術館ルート：三鷹駅 - 北野ルート：北野                                                                                   |      |

## 隣の駅
東日本旅客鉄道（JR東日本）
 中央線（快速）
■通勤特快
通過
■特別快速「ホリデー快速おくたま」・■中央特快・■青梅特快 
中野駅 (JC 06) - 三鷹駅 (JC 12) - 国分寺駅 (JC 16)
■通勤快速（平日下りのみ運転）
吉祥寺駅 (JC 11) → 三鷹駅 (JC 12) → 国分寺駅 (JC 16)
■快速（高尾方面から当駅発着の「各駅停車」を含む）
吉祥寺駅 (JC 11) - 三鷹駅 (JC 12) - 武蔵境駅 (JC 13)
 中央・総武線（各駅停車）・ 東西線直通
吉祥寺駅 (JB 02) - 三鷹駅 (JB 01)

### かつて存在した路線
日本国有鉄道
中央本線（武蔵野競技場支線）
三鷹駅 - 武蔵野競技場前駅

### 未成線
東日本旅客鉄道
京葉線
東京駅 - 三鷹駅

### 記事本文

##### 報道発表資料
1. ↑  “Suicaご利用可能エリアマップ（2001年11月18日当初）” (PDF).   東日本旅客鉄道. 2019年7月27日時点のオリジナルよりアーカイブ。2020年4月27日閲覧。
2. 1 2  『2007年12月16日(日)、JR三鷹駅にエキナカ商業空間「Dila（ディラ）三鷹」（Ⅰ期）が開業します。』（PDF）（プレスリリース）東日本旅客鉄道八王子支社、2007年10月25日。オリジナルの2019年4月15日時点におけるアーカイブ。2012年2月20日閲覧。
3. 1 2 3 4 5  『2009年6月25日（木）エキナカ商業空間「Dila（ディラ）三鷹」がグランドオープン! ～デイリーに便利な4ショップが新登場～』（PDF）（プレスリリース）東日本旅客鉄道八王子支社、2009年6月24日。オリジナルの2020年4月13日時点におけるアーカイブ。2020年4月13日閲覧。
4. 1 2  『「三鷹駅開業80周年記念イベント」の開催について』（PDF）（プレスリリース）東日本旅客鉄道八王子支社、2010年5月26日。オリジナルの2019年4月15日時点におけるアーカイブ。2012年2月20日閲覧。
5. 1 2  『三鷹駅が変わります』（PDF）（プレスリリース）東日本旅客鉄道八王子支社／アトレ、2014年9月11日。オリジナルの2016年4月27日時点におけるアーカイブ。2020年4月13日閲覧。
6. ↑  『（多摩版）2019年3月ダイヤ改正について』（PDF）（プレスリリース）東日本旅客鉄道八王子支社、2018年12月14日。オリジナルの2019年10月14日時点におけるアーカイブ。2020年3月29日閲覧。
7. 1 2  『2020年3月ダイヤ改正について』（PDF）（プレスリリース）東日本旅客鉄道、2019年12月13日、6頁。オリジナルの2019年12月13日時点におけるアーカイブ。2020年3月29日閲覧。
8. 1 2  『2020年3月ダイヤ改正について』（PDF）（プレスリリース）東日本旅客鉄道千葉支社、2019年12月13日、2頁。オリジナルの2019年12月13日時点におけるアーカイブ。2020年3月29日閲覧。
9. ↑  『日本初!! ホーム上シェアオフィス3カ所OPEN 〜WEB会議対応の完全個室の快適環境、衛生対策にも配慮〜』（PDF）（プレスリリース）東日本旅客鉄道、2021年2月18日。オリジナルの2021年2月18日時点におけるアーカイブ。2021年2月18日閲覧。
10. ↑  『STATION WORKは2020年度100カ所ネットワークへ 〜東日本エリア全域へ一挙拡大。ホテルワーク・ジムワークなどの新たなワークスタイルを提案します〜』（PDF）（プレスリリース）東日本旅客鉄道、2021年2月8日。オリジナルの2021年2月8日時点におけるアーカイブ。2021年2月8日閲覧。
11. ↑  『2024年3月ダイヤ改正について』（PDF）（プレスリリース）東日本旅客鉄道八王子支社、2023年12月15日。オリジナルの2023年12月15日時点におけるアーカイブ。2023年12月15日閲覧。
12. ↑  『中央快速線等へのグリーン車サービスの導入について』（PDF）（プレスリリース）東日本旅客鉄道、2015年2月4日。オリジナルの2019年9月24日時点におけるアーカイブ。2020年4月21日閲覧。
13. ↑  『中央線快速・青梅線でグリーン車サービスを開始します ～快適な移動空間の提供を通じ、輸送サービスの質的変革を目指します～』（PDF）（プレスリリース）東日本旅客鉄道、2024年9月10日。オリジナルの2024年9月10日時点におけるアーカイブ。2024年11月11日閲覧。
14. ↑  10月17日（月）三鷹駅バスのりば変更のお知らせ、2019年11月26日閲覧

##### 新聞記事
1. ↑  “JR三鷹駅ビル起工 八王子支社 最初の大プロジェクト”. 交通新聞 (交通新聞社):  p. 1. (1998年12月1日)
2. ↑  “エキナカ｢ディラ三鷹｣きょう開業 ｢寄り道｣も期待地元店は不安 JR三鷹駅 商店会連は連携模索へ”. 朝日新聞 (朝日新聞社). (2007年12月16日)
3. ↑  “三鷹駅メロ「めだかの学校」あすから 開業80周年で採用”. 読売新聞 (読売新聞社):  p. 32 東京朝刊. (2010年6月25日)
4. ↑  “JR東日本、中央線のグリーン車計画を延期”. 産経新聞. (2017年3月24日).  オリジナルの2017年3月24日時点におけるアーカイブ。 2020年11月29日閲覧。

### 利用状況
1. ↑  東京都統計年鑑 - 東京都
2. ↑  みたかの統計 - 三鷹市
3. ↑  統計でみる武蔵野市 - 武蔵野市

JR東日本の1999年度以降の乗車人員
1. ↑  各駅の乗車人員（1999年度） - JR東日本
2. ↑  各駅の乗車人員（2000年度） - JR東日本
3. ↑  各駅の乗車人員（2001年度） - JR東日本
4. ↑  各駅の乗車人員（2002年度） - JR東日本
5. ↑  各駅の乗車人員（2003年度） - JR東日本
6. ↑  各駅の乗車人員（2004年度） - JR東日本
7. ↑  各駅の乗車人員（2005年度） - JR東日本
8. ↑  各駅の乗車人員（2006年度） - JR東日本
9. ↑  各駅の乗車人員（2007年度） - JR東日本
10. ↑  各駅の乗車人員（2008年度） - JR東日本
11. ↑  各駅の乗車人員（2009年度） - JR東日本
12. ↑  各駅の乗車人員（2010年度） - JR東日本
13. ↑  各駅の乗車人員（2011年度） - JR東日本
14. ↑  各駅の乗車人員（2012年度） - JR東日本
15. ↑  各駅の乗車人員（2013年度） - JR東日本
16. ↑  各駅の乗車人員（2014年度） - JR東日本
17. ↑  各駅の乗車人員（2015年度） - JR東日本
18. ↑  各駅の乗車人員（2016年度） - JR東日本
19. ↑  各駅の乗車人員（2017年度） - JR東日本
20. ↑  各駅の乗車人員（2018年度） - JR東日本
21. ↑  各駅の乗車人員（2019年度） - JR東日本
22. ↑  各駅の乗車人員（2020年度） - JR東日本
23. ↑  各駅の乗車人員（2021年度） - JR東日本
24. ↑  各駅の乗車人員（2022年度） - JR東日本
25. ↑  各駅の乗車人員（2023年度） - JR東日本

東京都統計年鑑
1. ↑  東京都統計年鑑（平成2年）
2. ↑  東京都統計年鑑（平成3年）
3. ↑  東京都統計年鑑（平成4年）
4. ↑  東京都統計年鑑（平成5年）
5. ↑  東京都統計年鑑（平成6年）
6. ↑  東京都統計年鑑（平成7年）
7. ↑  東京都統計年鑑（平成8年）
8. ↑  東京都統計年鑑（平成9年）
9. ↑  東京都統計年鑑（平成10年） (PDF)
10. ↑  東京都統計年鑑（平成11年） (PDF)
11. ↑  東京都統計年鑑（平成12年）
12. ↑  東京都統計年鑑（平成13年）
13. ↑  東京都統計年鑑（平成14年）
14. ↑  東京都統計年鑑（平成15年）
15. ↑  東京都統計年鑑（平成16年）
16. ↑  東京都統計年鑑（平成17年）
17. ↑  東京都統計年鑑（平成18年）
18. ↑  東京都統計年鑑（平成19年）
19. ↑  東京都統計年鑑（平成20年）
20. ↑  東京都統計年鑑（平成21年）
21. ↑  東京都統計年鑑（平成22年）
22. ↑  東京都統計年鑑（平成23年）
23. ↑  東京都統計年鑑（平成24年）
24. ↑  東京都統計年鑑（平成25年）
25. ↑  東京都統計年鑑（平成26年）
26. ↑  東京都統計年鑑（平成27年）
27. ↑  東京都統計年鑑（平成28年）
28. ↑  東京都統計年鑑（平成29年）
29. ↑  東京都統計年鑑（平成30年）
30. ↑  東京都統計年鑑（平成31年・令和元年）